# 高橋広樹
高橋 広樹（たかはし ひろき、1974年9月7日 - ）は、日本の声優、俳優、歌手。B-Box所属。既婚。

## 来歴

### 生い立ち
子供の頃の夢は当時は新日本プロレスがゴールデンタイムで生放送されていたこともあり、「プロレスラーになること」であった。特に佐山聡のファンだったという。プロレス道場を探していたが、近所になかったため空手道場に通っていた。中学時代に「何か格闘技をやりたい」と思い、柔道部に所属していた。
高校に進学後もレスリングをしたかったが、レスリング部のある高校に進学できず、スタン・ハンセンがアメフト出身だったこともあり、アメフトに近かったラグビーを始める。当時はテレビドラマ『スクール☆ウォーズ』も流行しており、「ラリアットも鍛えられそうだし、タックルもできるし……」と思っていたという。しかし、格闘技に携わる機会やスポーツで怪我していたなどにより、その夢が実現不可能だと気づいてからもショービジネスの世界への憧れは捨てきれないでいたが、高校卒業後の進路に迷った際に雑誌の記事を見て、憧れていたプロレスラーは、人前でパフォーマンスして人々を熱狂させるエンターテイナーだと思っていたため、「声優、俳優といったエンターテイナーに向いてないだろうか」と気になり、「どんな世界なのか、ちょっと見てみよう」と声優・タレントの養成所（CHK声優センター）に申し込む。職業としての声優は知っており、「お芝居のトレーニングをするんだな」と思って通い始めていたが、レッスンを受けていくうちに、芝居をすることの面白さに引き込まれたという。高校卒業後は専門学校（東京アナウンス学院放送声優科）へ進学した。

### キャリア
その専門学校で2年間勉強していたが、最初に通っていた養成所も継続して通っていた。19歳の夏にその養成所の人物から「アニメのオーディションに行ってみませんか？」と声がかかって、そのオーディションで、一緒に受けていた女性が『美女と野獣』のセリフをすることになり、スタッフが「野獣役をやる人、いない？」と言ったため、「僕、やります」と手を挙げてしてもらったという。
結局そのオーディションでは落選したが、別の役でレギュラー出演させてもらった1994年に『マクロス7』の金龍役でデビュー。
声優デビュー当初から舞台役者になろうと思っていた時期もあり、養成所でアフレコのレッスンを全くしておらず、養成所にもアフレコ設備が整っておらず、ほぼぶっつけ本番のような状態でアフレコスタジオに行っていた。
最初の頃は何もできず、緊張しており、オーディションの時の「野獣の声がよかったんだろうな」というのはわかっていたが、緊張で声がうわずり、低い声が出なかった。
絵の雰囲気と全然違う声になり、ドキドキしていることから早口になって口の動きとも合わずNG食らって何度もやり直し、やればやるほどグズグズになっていくという悪循環で、結局そのキャラクターは、頑張って低い声にしようとしてもできず、ダミ声みたいな感じになってしまった。
心を込めて演技をしても、監督から「キャラクターが違う」と言われ、そんな感じでスタジオ内の空気はどんどん重くなった。1回目の収録はボロボロで、泣きながら帰ったという。
その頃に「お前は芝居が下手だな」と言ってくれた先輩がおり、その先輩とは2016年時点でも仲が良く、その時は「お前、本当に下手だな。辞めちまえ」と言われていたが、言ってくれるのは、愛があるとことだった。怒られながらも「お前は下手なんだから、もっとこうしたほうがいいぞ」、「もっとゆっくりしゃべれ」、「もっと声を出せ」のようなアドバイスをくれた。
そういうことはその場では気づけず、愛があるとも感じなく、当時のアニメは1年間あったため、何度も現場に行くうちに徐々に愛を感じるようになり、先輩と一緒に食事に行ったり、飲みに行ったりさせてくれた。
当時の男性声優は皆怖く特に10年以上のキャリアのある人物は、「怖い」と思い、「至極当然だ」、「怒られていたのは叱咤激励であり、いい作品を作るための当然の作業だったんだな」と思ったという。
オフィスCHK、トリトリオフィス、フリー、ビッグショット、クオラス、マック・ミックなどを経て、2025年2月25日よりB-Box所属。7人組の男性声優ユニット「謎の新ユニットSTA☆MEN」のメンバーを務める。

## 特色
2000年代以降は洋画吹き替えへの出演が多くなり、『プリンス・オブ・ペルシャ/時間の砂』（劇場版＆DVD版）、『トップガン』、『ギャング・オブ・ニューヨーク』、『バットマン ビギンズ』（3作ともテレビ版）とヒット作に立て続けに主役の声を当てている。また韓国版『花より男子〜Boys Over Flowers』の道明寺他、韓流ドラマの吹き替えも多い。俳優ではジェイク・ジレンホールやマット・ボマー、イ・ミンホなどを担当している。
ギタリストの佐藤晃と「平成ギター兄弟（仮）」というユニットを組んでアコースティックライブ活動をしている。

## 人物
自身の声優デビュー15周年記念イベントのパンフレットでは、鈴村を初めとした「STA☆MEN」のメンバー以外に、甲斐田もメッセージを寄せている。
デビュー作の『マクロス7』が終えた後、声優としての仕事は全然なく、たまに『マクロス7』のディレクターに呼んでもらっていたくらいだった。アルバイトをしながら舞台に出演する生活を送っており、たまに声の仕事をさせてくれるという感じだった。
それでも少しずつ制作会社の人物との縁が繋がってオーディションを受けて、『HUNTER×HUNTER』に出演。『HUNTER×HUNTER』が放送開始してからしばらく経った時に、先輩から「この仕事に命をかけるという覚悟が生まれないから、バイトなんてやめちまえ」と言われた。「でも仕事がないときもあるし、まだ不安なんです」と言っていたところ、「それがダメなんだ、覚悟を決めろ」とその言葉で25、26歳の時、仕事を役者1本に絞ろうと覚悟を決めた。
その人物は『マクロス7』の時にものすごくたくさん怒った人物であり、たまに会うと叱咤激励をしてくれていた。その先輩の言葉がなかったら、どこで覚悟をしたかわからないという。
ターニングポイントになった作品は『遊☆戯☆王デュエルモンスターズ』でそれ以前にも、色々レギュラー番組はあったが、役者1本で食べていけるほどの稼ぎはなかったが、制作会社の人物に呼んでくれたことがきっかけで、『遊☆戯☆王デュエルモンスターズ』に出演。これが1年以上のレギュラーになり、この作品に出演させてくれたことでファンを感じ始めた。
『HUNTER×HUNTER』に出演した時も確実に認知度が上がったのを実感し、『遊☆戯☆王デュエルモンスターズ』、『HUNTER×HUNTER』、『テニスの王子様』が、20代の高橋の声優人生においてすごく大きな意味を占めており、その最初が『遊☆戯☆王デュエルモンスターズ』なのかなという気がしているという。
それまでは、「ファンに喜んでもらえるのがエンターテイナーだ」ということを考えておらず、気持ちが自分に向いており、「自分がどうやったらうまくできるだろう」とそんなことばかり考えており、演劇をしている時も、客に来てくれて喜んでもらいたいという気持ちはあったが、「自分がどう芝居をするか」という自己顕示欲のほうが強かった。その時、あるプロデューサーから「それじゃ、観てくれている人は楽しくないよ」と言われて、「それはそうだよな」と思った。
『遊☆戯☆王デュエルモンスターズ』に出演後、観てくれている人物のことを考えられるようになり、「このセリフはもっと熱く言ったほうが喜ばれるよね」のような言い方をよくされたのも『遊☆戯☆王デュエルモンスターズ』だった。この作品を経験し、かつて「観客を熱狂させたい」とプロレスラーに憧れていた頃の高橋と「繋がっていたのかな」と語っている。
『遊☆戯☆王デュエルモンスターズ』以降は、アルバイトをしなくても食べていけるようになったが、数年間は、アルバイトか演劇の日々だった。演劇も2カ月に1公演ぐらいのペースだったが、客が少ないながらも芝居をやり続けて役者でい続けられていたため、モチベーションになった。「声優を目指してなかったのに声優になれた」という時点で奇跡だったため、「夢の時間は終わった……」と思い、声の仕事がなくても腐ることはなく、偶に仕事が来ると「ありがたいな」くらいに思った。その時に「舞台役者としてどうしていこうかな」と考えており、「30歳までに役者としてのステータスを得られなければ辞めよう」と思っていた。色々な人物たちとの縁で舞台に出演したり、自分から「出させてほしい」と言いに行ったりして、演劇の公演があることがモチベーションだったという。
『テニスの王子様』のオーディションでは当初、手塚国光役と乾貞治役で受け、本人としては乾役に手ごたえを感じて終わったが、後日再オーディションの現場で渡された台本には「菊丸英二」と書かれていた。天真爛漫でハジケたキャラである菊丸役に戸惑ったものの、「なんかやったれ!」とその場凌ぎで作った一番高いトーンで無理矢理喋ってできたのが彼流の菊丸声（当初は今よりもう少し低かった）。受かるはずがないと自身は思っていたのに合格の電話をもらった。後のインタビューで、「菊丸を演じることによって演技の幅が広がった」「小学生役でもできるんじゃないかと思えるようになった」と語っている。また、『テニスの王子様』には六角中3年の木更津亮としても出演しており、「ゲームとしての出演がアニメよりも先だったためまったく違うキャラになってしまった」とペアプリで仁王雅治役の増田裕生に語っている。
文化放送のラジオ番組『BE YOURSELF』では4年3か月の間、単独パーソナリティを務め、オープニング・エンディングテーマにも本人の曲が使われた。夢を持つ人を応援するという面のあるこの番組では、ヒューマンアカデミーの学生である声優志望の若者たちがアシスタントとして様々なコーナーにチャレンジしており、高橋は指導は厳しいが気さくな良き先輩として慕われていた。毎年3月の公開録音で涙の「卒業」を迎え代替わりするアシスタントは、男女合わせて計20人になる。
小学生の頃は肥満児だった。家が精肉店でおやつにとんかつが出てきたため、学年で一番体重があるんじゃないかと自身が思う程太っていた。ただし、実家の精肉店は2005年に閉店している。この店名は「肉の高橋」という名前であり、子供の頃のあだ名は「にくたか」だったという。その後、前述の生活をしているうちに体が筋肉質へ変わっていったという。

### 趣味・嗜好
卵かけごはんが好物。実写DVD『CROSS CHORD』第3巻のメイキングの冒頭数分を使って、おいしい卵かけごはんの作り方をレクチャーした。また、『BE YOURSELF』のラジオCDには自身による作詞作曲の「卵かけごはんの唄」が収録されている。
高い所や東京タワーが大好きである。2008年10月、ラジオ『BE YOURSELF』が200回を迎えることになり、199回目にプレ200回としてアシスタントを従えて東京タワー巡りをしたり、後半は東京タワーにある小さなステージでミニライブまで開催した。

## 出演
太字はメインキャラクター。

### テレビアニメ
1994年
- マクロス7（金龍、DJ、バルゴ、戦艦士A）

1995年
- 天地無用!（GP隊長）

1996年
- 神秘の世界エルハザード（イクラ 他）

1997年
- さくらももこ劇場コジコジ（1997年 - 1999年、ローズ、バレンタイン君、ひこぼし、スパイダー仮面、店主）
- 花より男子（織部順平）

1998年
- 金田一少年の事件簿（1998年 - 1999年、滝下間太郎、小城拓也〈少年時代〉、山本大五郎、板倉克己）
- こちら葛飾区亀有公園前派出所（1998年 - 2000年、Z-1、流星光のマネージャー、日向剣児）
- サイレントメビウス（相田、アナウンサー、男たち、ニュースキャスター）
- SHADOW SKILL -影技-（アシュヴァール王、トヨ、密偵、側近 他）
- 発明BOYカニパン（ナムル）
- 花さか天使テンテンくん（ジャック）
- ビーストウォーズII 超生命体トランスフォーマー（1998年 - 1999年、スタースクリーム / ヘルスクリーム、マンティス）
- ひみつのアッコちゃん（第3作）（佐藤先生、山茶花レイ子の父）
- 夢のクレヨン王国（グット王子）

1999年
- イソップワールド（アスナロの木）
- 宇宙海賊ミトの大冒険 2人の女王様（謁見者）
- エデンズボゥイ（ク・エン、村人、伝令、人形 他）
- おジャ魔女どれみ（1999年 - 2002年、山本刑事、パパイヤ兄弟アニキ、山川アツシ、喜多川、堀内孝乃進 他） - 4シリーズ
- コレクター・ユイ（コントロル）
- 週刊ストーリーランド（夫）
- 仙界伝 封神演義（風林）
- デジモンアドベンチャー（もんざえモン、ワルもんざえモン）
- 超発明BOYカニパン（ナムル、ナレーション）
- パワーストーン（海賊 他）
- HUNTER×HUNTER（第1作）（ヒソカ、水夫C、殺し屋）
- ベターマン（カクタス・プリックル）
- 魔法使いTai!（自衛官、フォトグラファー、テニス部員）
- 未来少年コナンII タイガアドベンチャー（ダイノ博士）
- モンスターファーム〜円盤石の秘密〜（ケルベロス）

2000年
- アルジェントソーマ（学生A、軍人B、アナウンサー、パイロット、警備員）
- 風まかせ月影蘭
- デジモンアドベンチャー02（大輔の父）
- ドキドキ♡伝説 魔法陣グルグル（トカゲの一郎、クロコ、モンスター、ゴーレム）
- レレレの天才バカボン（キジですキジ）
- トランスフォーマー カーロボット（ギルドー、ビルドハリケーン）
- ビックリマン2000（ポーカード、ジョーカード）
- ファーブル先生は名探偵（客〈1〉、社員、警官〈1〉、カメラマン、子分、記者）
- マイアミ☆ガンズ（稲葉コースケ、アンソニー、ダタマ吉弘、マントの怪人）
- 無敵王トライゼノン（キース）
- 遊☆戯☆王デュエルモンスターズ（城之内克也、ヘルモス）

2001年
- ギャラクシーエンジェル（アラン・キンケード）
- GEAR戦士電童（機士フリーズ）
- 仰天人間バトシーラー（ペガサスライダー/マガサスハンター/スーパーマガサスハンター/イイデスセイバー/スーパーイイデスセイバー）
- しあわせソウのオコジョさん（塚原映日、太郎丸、TV男）
- 超GALS!寿蘭（寿大和）
- チャンス〜トライアングルセッション〜（ベースC、照明助手）
- デジモンテイマーズ（インプモン、ベルゼブモン、ドーベルモン）
- テニスの王子様（2001年 - 2024年、菊丸英二、木更津亮、永山美智夫、猫・キクマル、ラルフ・ラインハート） - 4シリーズ
- 破壊魔定光（ルガ）
- バンパイヤン・キッズ（ショー、ピエール、店員A、ファイブ）
- 魔法少女猫たると（最中庵）

2002年
- キャプテン翼（第3作）（リバウール）
- 激闘!クラッシュギアTURBO（御堂ダン）
- しあわせソウのオコジョさん（コジョピーの父、ネズミ、TVアナ）
- 神世紀伝マーズ（2002年 - 2003年、TVアナウンサー、軍人、司令官）
- 満月をさがして（古雅葵、村上）
- ホイッスル!（風祭功）
- ボンバーマンジェッターズ（2002年 - 2003年、マイティ、マックス / ゼロ、若アイン）

2003年
- クラッシュギアNitro（MU）
- GetBackers-奪還屋-（永野雄一郎）
- 金色のガッシュベル!!（2003年 - 2005年、パルコ・フォルゴレ、ミリオン・スーツ、ハリー・ジェット）
- BPS バトルプログラマーシラセ（斎藤英樹）
- PAPUWA（リキッド）
- ボボボーボ・ボーボボ（ケチャッピ）

2004年
- エリア88（サキ・ヴァシュタール）
- 機動戦士ガンダムSEED DESTINY（2004年 - 2005年、アーサー・トライン、バビパイロット）
- Get Ride! アムドライバー（KK〈クック・カーランド〉）
- サムライガン（捨吉）
- スクールランブル（2004年 - 2006年、播磨拳児、ポンチ絵大魔王） - 2シリーズ
- tactics（エドワーズ）
- 月は東に日は西に 〜Operation Sanctuary〜（広瀬弘司）
- BURN-UP SCRAMBLE（鳴尾祐司）
- ふたりはプリキュア（ピーサード）
- 陸奥圓明流外伝 修羅の刻（陸奥八雲）

2005年
- それいけ!アンパンマン（2005年 - 2023年、チョコレートマン〈4代目〉、すいとうくん、おりがみまん〈7代目〉、クレープマン〈代役〉）
- LOVELESS（金華）

2006年
- 獣王星（タトウ）
- 少年陰陽師（六合）
- すもももももも〜地上最強のヨメ〜（犬塚孝士、パンダ）
- TOKYO TRIBE2（2006年 - 2007年、波平、ビビンバ）
- ときめきメモリアル Only Love（犬飼洸也）
- TOKKO 特公（緒方参事官）
- NANA（遠藤章司）
- ポケットモンスター アドバンスジェネレーション（マイク）
- RAY THE ANIMATION（篠山利明）

2007年
- 家庭教師ヒットマンREBORN!（スペルビ・スクアーロ）
- デジモンセイバーズ（オメガモン）
- DEATH NOTE（ステファン・ジェバンニ、アナウンサーB）
- ななついろ★ドロップス（松田 / アーサー）
- MOONLIGHT MILE シリーズ（澤村耕介、ニュースキャスター、作業員C、兵士A、ディレクター 他） - 2シリーズ

2008年
- RD 潜脳調査室（蒼井ソウタ）
- 仮面のメイドガイ（ヘンドリック・K・ストロベリーフィールド）
- クリスタル ブレイズ（JJ）
- 結界師（男）
- 地獄少女 三鼎（仁志田晋）
- ネオ アンジェリーク Abyss（レイン） - 2シリーズ
- BUS GAMER（斉藤一雄）
- BLEACH（犬龍）
- ルビー・グルーム（スカル）

2009年
- 空中ブランコ（猪野誠司）
- 07-GHOST（ヴェルデシュタイン＝クロム＝ラグス〈ラグス国王〉）
- ファイト一発!充電ちゃん!!（近江閃登）
- 名探偵コナン（2009年 - 2024年、伴野ロベール、村上卓也、廉野亮太、朽木雄輔、林崎団司）

2010年
- 世紀末オカルト学院（スマイル、科学教師）
- 動物かんきょう会議（ワニのワニール）
- ハートキャッチプリキュア!（利岡ユウト）
- ポケットモンスター ダイヤモンド&パール（タクト）
- メタルファイト ベイブレード シリーズ（2010年 - 2011年、チャウシン） - 2シリーズ

2011年
- べるぜバブ（大魔王、昼ドラの男）
- Rio RainbowGate!（エルビス）

2012年
- 神様はじめました（2012年 - 2015年、乙比古） - 2シリーズ

2013年
- トリコ（エルグ）
- マギ（ザガン）
- ムシブギョー（備前）
- メガネブ!（針生恭介）

2014年
- DRAMAtical Murder（紅雀）
- HUNTER×HUNTER（第2作）（パリストン）
- ヒーローバンク（火計凶介）
- フランチェスカ（土方歳三）

2015年
- 美少女戦士セーラームーンCrystal（ルベウス）
- いとしのムーコ（むとうせんせい、アナウンサー）
- 血界戦線（グレゴール）
- 櫻子さんの足下には死体が埋まっている（内海洋貴）
- バトルスピリッツ 烈火魂（MC小太郎）
- ぱんきす!2次元（ハム）

2016年
- エンドライド（デメトリオ）
- ALL OUT!!（2016年 - 2017年、久川久美男）
- 終末のイゼッタ（ジーク）
- スカーレッドライダーゼクス（錫木カズキ）
- CHEATING CRAFT（おしゃれ試験官）
- ディバインゲート（シュレディンガー）
- ナンバカ（八鳥半蔵）
- 灰と幻想のグリムガル（シノハラ）
- バトルスピリッツ ダブルドライブ（ロン・ガイ）
- ファンタシースターオンライン2 ジ アニメーション（門前マモル）
- ONE PIECE（2016年 - 2024年、ビル、クイーン、海兵弟）

2017年
- ロクでなし魔術講師と禁忌教典（アルベルト＝フレイザー）
- 王室教師ハイネ（ドミトリー）
- ドリフェス!R（立花涼）
- いぬやしき（刑事）

2018年
- レイトン ミステリー探偵社 〜カトリーのナゾトキファイル〜（ガーファンクル）
- ポチっと発明 ピカちんキット（2018年 - 2020年、カメキチ、ヒーローコウモリのゴミバッコマン）
- あまんちゅ!〜あどばんす〜（永遠野守）
- グラゼニ（関谷） - 2シリーズ
- 千銃士（タバティエール）
- ルパン三世 PART5（マック）
- ちおちゃんの通学路（後藤先生）
- バキ（原島）
- おしりたんてい（2018年 - 2023年、キシュウ先生 / キシュウケンタ、クマのまんざいし / べーやん）
- 抱かれたい男1位に脅されています。（西條高人）

2019年
- どろろ（田之介）
- あんさんぶるスターズ!（斎宮宗）

2020年
- ゾイドワイルド ZERO（スピーゲル）

2021年
- ワンダーエッグ・プライオリティ（裏アカ）
- SCARLET NEXUS（セト・ナルカミ）
- アイドリッシュセブン Third BEAT!（2021年 - 2023年、月雲了） - 2シリーズ
- デジモンゴーストゲーム（2021年 - 2023年、天ノ河北斗）
- プラオレ!〜PRIDE OF ORANGE〜（中山涼馬）
- 最果てのパラディン（スタグネイト）

2022年
- 幻想三國誌 -天元霊心記-（劉曲）
- ラブオールプレー（横川祐介）
- SPY×FAMILY（キース・ケプラー）
- ヒューマンバグ大学（鬼頭丈二）
- パズドラ（2022年 - 2025年、ボイド）

2023年
- 虚構推理 Season2（梶尾隆也）
- この素晴らしい世界に爆焔を!（ひょいざぶろー）
- 魔術士オーフェンはぐれ旅 聖域編（クラベ）
- デッドマウント・デスプレイ（ソリティア） - 2シリーズ
- 逃走中 グレートミッション（2023年 - 2025年、真田幸村、天草四郎）

2024年
- 魔導具師ダリヤはうつむかない（イヴァーノ・バドエル）
- 神之塔 -Tower of God- 王子の帰還（ウレック・マジノ）
- 最凶の支援職【話術士】である俺は世界最強クランを従える（ヒューゴ）
- ドラゴンボールDAIMA（2024年 - 2025年、タマガミ・ナンバー・ワン）

2025年
- 魔法使いの約束（ミスラ）
- ロックは淑女の嗜みでして（小林真司）
- New PANTY & STOCKING with GARTERBELT（司会者A、ブランブラン）

### 劇場アニメ
1990年代
- マクロス7 銀河がオレを呼んでいる!（1995年、ナッターバルゴ）
- 劇場版 天地無用! in LOVE（1996年）
- PiPi とべないホタル（1996年）
- ビーストウォーズII 超生命体トランスフォーマー ライオコンボイ危機一髪!（1998年、ヘルスクリーム）
- MARCO 母をたずねて三千里（1999年、スリの男）

2000年代
- エスカフローネ（2000年、浮遊船の軍師）
- デジモンテイマーズ 暴走デジモン特急（2002年、ベルゼブモン）
- 劇場版 金色のガッシュベル!!シリーズ（2004年 - 2005年、パルコ・フォルゴレ） - 2作品
- 聖闘士星矢 天界編 序奏〜overture〜（2004年、オデュッセウス）
- 遊☆戯☆王デュエルモンスターズ 光のピラミッド（2004年、城之内克也）
- 劇場版 テニスの王子様シリーズ（2005年 - 2011年、菊丸英二） - 3作品

2010年代
- 銀幕ヘタリア Axis Powers Paint it, White（白くぬれ!）（2010年、日本、キューバ）
- マクロスFB7 オレノウタヲキケ!（2012年、金龍）
- アップルシード アルファ（2015年、オルソン）
- 遊☆戯☆王 THE DARK SIDE OF DIMENSIONS（2016年、城之内克也）
- 名探偵コナン 紺青の拳（2019年、中富禮次郎）
- 映画 この素晴らしい世界に祝福を!紅伝説（2019年、ひょいざぶろー）

2020年代
- 宇宙の法-エローヒム編-（2021年、ミカエル）
- 劇場版 抱かれたい男1位に脅されています。〜スペイン編〜（2021年、西條高人）
- 映画 おしりたんてい シリーズ（2022年、キシュウケンタ） - 2作品
- 機動戦士ガンダムSEED FREEDOM（2024年、アーサー・トライン）

### OVA
1990年代
- 幽幻怪社（1994年、雲水）
- 新海底軍艦（1995年、御子紫一郎）
- 神秘の世界エルハザード2（1997年、バグロム）
- ダイノゾーン（1998年、シャドーサーベル）
- サクラ大戦 轟華絢爛（1999年、客、観客）
- ハイスクール・オーラバスター（1999年、AD）

2000年代
- エクスドライバー（2000年）
- R.O.D -READ OR DIE-（2001年、玄奘三蔵）
- 夏色の砂時計（2004年、時枝剛士）
- スクールランブル 一学期補習 / 三学期（2005年 - 2008年、播磨拳児）
- テニスの王子様 OVAシリーズ（2006年 - 2014年、菊丸英二、木更津亮）
- BALDR FORCE EXE RESOLUTION（2006年、野々村優哉）
- 仮面ライダー電王 コレクションDVD「イマジンあにめ3」（2008年、イブ）
- ストリートファイターIV〜新たなる絆〜（2008年、リュウ）
- 家庭教師ヒットマンREBORN! ボンゴレ式修学旅行、来る! THE COMPLETE MEMORIAL（2009年、スペルビ・スクアーロ）
- 模型戦士ガンプラビルダーズ ビギニングG（2009年、店長）

2010年代
- べるぜバブ 〜拾った赤ちゃんは大魔王!?〜（2010年、大魔王）
- 神様はじめました（2013年、乙比古） - コミックス16巻オリジナルアニメDVD付初回限定版
- いとしのムーコ（2016年、むとうせんせい） - コミックス9巻OAD付限定版

2020年代
- 岸辺露伴は動かない『懺悔室』（2020年、懺悔者 / 若い男 / 召使い）

### Webアニメ
- Vie Durant（2003年、瑛）
- ヘタリアシリーズ（2009年 - 2021年、日本[72][73]、キューバ、ナポレオン、日本猫、鄭和 他） - 7シリーズ
- 美少女戦士セーラームーンCrystal（2015年、ルベウス[74]）
- モンスターストライク（2016年、大和田薫）
- スーパードラゴンボールヒーローズ プロモーションアニメ（2020年 - 2021年、ミラ）

### ゲーム
時期不明
- テニスの王子様シリーズ（菊丸英二、木更津亮）

1997年
- アーマード・コア

1998年
- 天使同盟（シンカイ・ヤギュウ）

1999年
- 真・魔装機神 PANZER WARFARE（マギーア＝マグス）
- GREEN 〜秋空のスクリーン〜（本山浩一）
- ポップンタンクス!（ダテ）

2000年
- ブリガンダイン グランドエディション（イヴァイン、ガロンワンド、メルトレファス）
- パンチマニア 北斗の拳（リュウガ）
- パンチマニア 北斗の拳2 激闘修羅の国編（ヒョウ）

2001年
- アイシア（斉藤ヒトシ）
- シャドウハーツ（ウルムナフ・ボルテ・ヒューガ）
- デジモンテイマーズ バトルエボリューション（インプモン / ベルゼブモン）
- ハンター×ハンター 〜龍脈の祭壇〜（ヒソカ）

2002年
- 機甲兵団J-PHOENIX コバルト小隊篇
- 夏色の砂時計（時枝剛士）
- ファーランドシンフォニー（タリス）
- ボンバーマンジェッターズ（マックス、マイティ）

2003年
- きまぐれストロベリーカフェ（町谷一至）
- グローランサーIV（クリストファー・オーディネル、アルフォンス・オーディネル）
- 月は東に日は西に 〜Operation Sanctuary〜（広瀬弘司）
- ファンタスティックフォーチュン2（シリウス＝ウォーレン＝ダリス、ボビー）

2004年
- エトワールの方程式（松沢秀和）
- 金色のガッシュベル!!シリーズ（パルコ・フォルゴレ）
  - 金色のガッシュベル!! 友情タッグバトル（エンディング曲『チチをもげ!』を歌唱）
  - 金色のガッシュベル!! 魔界のブックマーク
  - 金色のガッシュベル!! 友情タッグバトル フルパワー
  - 金色のガッシュベル!! 激闘!最強の魔物達
  - 金色のガッシュベル!! うなれ!友情の電撃2

- シャドウハーツII（ウルムナフ・ボルテ・ヒュウガ）
- スーパーロボット大戦MX（ヒューゴ・メディオ）
- Double Reaction!（但馬功祐）
- Double Reaction! PLUS（但馬功祐）

2005年
- イース -ナピシュテムの匣-（ガッシュ、オード、ロイド、ミハイル）
- 金色のガッシュベル!!シリーズ（パルコ・フォルゴレ）
  - 金色のガッシュベル!! 友情タッグバトル2
  - 金色のガッシュベル!! うなれ!友情の電撃 ドリームタッグトーナメント

- 金色のガッシュベル!! ゴー!ゴー!魔物ファイト!!
- 人生は上々だ！（朝岡和哉）
- 新撰組群浪伝（吉田稔麿）
- スクールランブル 姉さん事件です!（播磨拳児）
- スクールランブル ねる娘は育つ（播磨拳児）
- そして僕らは、...and he said（藤堂聖人）
- 第3次スーパーロボット大戦α 終焉の銀河へ（金竜、バルゴ）
- ドラゴンフォース（レオン）
- ファンタスティックフォーチュン2☆☆☆（シリウス＝ウォーレン＝ダリス、ボビー）
- プリンセスメーカー4（ヴァロア）
- 武蔵伝II ブレイドマスター（ティオ）
- Yo-Jin-Bo 〜運命のフロイデ〜（村雨心ノ介）※PC版
- ワイルドアームズ ザ フォースデトネイター（アルノー・G・ヴァスケス）

2006年
- カオスウォーズ（ウル）
- サモンナイト4（グラッド）
- スクールランブル二学期 恐怖の（?）夏合宿! 洋館に幽霊現る!? お宝を巡って真っ向勝負!!!の巻（播磨拳児）
- そしてこの宇宙にきらめく君の詩（ライオス）
- ネオ アンジェリーク（レイン）
- プリズム・アーク 〜プリズム・ハート エピソード2〜（アクティ）
- Yo-Jin-Bo 〜運命のフロイデ〜（村雨心ノ介）※PS2版
- ラスト・エスコート 〜深夜の黒蝶物語〜（九神炎樹）

2007年
- 家庭教師ヒットマンREBORN! シリーズ（2007年 - 2010年、スペルビ・スクアーロ） - 11作品
- 機動戦士ガンダム MS戦線0079（デニス・バロウ）
- 少年陰陽師〜翼よいま、天へ還れ〜（六合）
- パンヤシリーズ（マックス）
- スーパーロボット大戦OG外伝（ヒューゴ・メディオ）
- すもももももも〜地上最強のヨメ〜 継承しましょ!? 恋の花ムコ争奪戦!!（犬塚孝士）
- そしてこの宇宙にきらめく君の詩XXX（ライオス）
- ななついろ★ドロップス pure!!（松田/アーサー）
- 幕末恋華 花柳剣士伝（富山弥兵衛）

2008年
- 赤い糸 DS（藤原夏樹〈ナツくん〉）
- スーパーロボット大戦Z（アーサー・トライン）
- ストリートファイター シリーズ（2008年 - 2023年、リュウ / 殺意の波動に目覚めたリュウ /  影ナル者） - 9作品
- タツノコ VS. CAPCOM CROSS GENERATION OF HEROES（リュウ）
- ななついろ★ドロップス DS タッチではじまる初恋物語（アーサー松田）
- ネオ アンジェリークフルボイス（レイン）
- ネオ アンジェリーク Special（レイン）
- 遊☆戯☆王ゼアル デュエルターミナル（城之内克也） - アーケードゲーム
- ルミナスアーク2 ウィル（ラッシュ）

2009年
- 赤い糸 destiny（藤原夏樹〈ナツくん〉）
- SDガンダム GGENERATION（2009年 - 2019年、アーサー・トライン、マイキャラクターボイス男性12〈CROSSRAYS〉） - 2作品
- 暗闇の果てで君を待つ（葵水央）
- サンデーVSマガジン 集結!頂上大決戦（高槻涼）
- 断罪のマリア（宗像市竜、ジークフリート）
- はじめて三国志王子（呂布）
- PRIUS ONLINE（ロン・マス）
- Lucian Bee's RESURRECTION SUPERNOVA（バルバラ）
- ワンド オブ フォーチュン（ビラール・アサド・イスナーン・ファランバルド）

2010年
- あすか! 〜僕ら星灯高校野球団〜（空谷陽斗）
- スカーレッドライダーゼクス（錫木・カズキ）
- TATSUNOKO VS. CAPCOM ULTIMATE ALL-STARS（リュウ）
- テニスの王子様 もっと学園祭の王子様 - More Sweet Edition -（菊丸英二）
- ファイト一発! 充電ちゃん!! CC（近江閃登）
- メタルファイト ベイブレード 頂上決戦!ビッグバン・ブレーダーズ（チャウシン）
- メタルファイト ベイブレード ポータブル 超絶転生!バルカンホルセウス（チャウシン）
- Lucian Bee's EVIL VIOLET（バルバラ）
- ワンド オブ フォーチュン ポータブル（ビラール・アサド・イスナーン・ファランバルド）
- ワンド オブ フォーチュン 〜未来へのプロローグ〜（ビラール・アサド・イスナーン・ファランバルド）
- ワンド オブ フォーチュン 〜未来へのプロローグ〜 ポータブル（ビラール・アサド・イスナーン・ファランバルド）

2011年
- いざ、出陣!恋戦（佐々木小次郎）
- うみねこのなく頃に散 〜真実と幻想の夜想曲〜（ウィラード・H・ライト）
- 学園ヘタリア Portable / DS（2011年 - 2012年、日本） - 2作品
- グローランサーIV オーバーリローデッド（クリストファー・オーディネル、アルフォンス・オーディネル）
- Starry☆Sky〜After Autumn〜（瀬名亜門）
- テニスの王子様 ぎゅっと! ドキドキサバイバル 海と山のLove Passion（菊丸英二）
- BEYOND THE FUTURE - FIX THE TIME ARROWS -（クリエル）
- MARVEL VS. CAPCOM 3 Fate of Two Worlds（リュウ）
- マスケティア（ロシュフォール）
- メビウスオンライン（ハウライト・ハルバード）
- THE LAST STORY（タシャ）
- ワンド オブ フォーチュン2 〜時空に沈む黙示録〜（ビラール・アサド・イスナーン・ファランバルド）

2012年
- アスラズ ラース（リュウ / 殺意の波動に目覚めたリュウ） - DLC追加キャラクター
- Custom Drive（大木修）
- 12時の鐘とシンデレラ〜Halloween Wedding〜（シリウス＝ブラッドレイ）
- 24時の鐘とシンデレラ〜Halloween Wedding〜（シリウス＝ブラッドレイ）
- スカーレッドライダーゼクスI + FD ポータブル（錫木・カズキ）
- 第2次スーパーロボット大戦OG（ヒューゴ・メディオ）
- 断罪のマリア 〜ラ・カンパネラ〜（宗像市竜、ジークフリート）
- ヒーローズファンタジア（玄奘三蔵）
- PROJECT X ZONE（リュウ、バン）
- モンスターハンター フロンティア オンライン（VOICE TYPE28）
- ワンド オブ フォーチュン2 FD 〜君に捧げるエピローグ〜（ビラール・アサド・イスナーン・ファランバルド）

2013年
- Unlight（アベル）
- 鬼武者Soul（リュウ）
- CONCEPTIONII 七星の導きとマズルの悪夢（エンゼア）
- The Last of Us（トミー）
- 真・三國無双7（賈充）
- 真・三國無双7 猛将伝（賈充）
- スーパーロボット大戦OG INFINITE BATTLE（ヒューゴ・メディオ）
- STORM LOVER 2nd（四谷陽斗）
- Solomon's Ring 〜風の章〜（ベリアル）
- 断罪のマリア Complete Edition（宗像市竜、ジークフリート）

2014年
- 穢翼のユースティア Angel's blessing（ルキウス・ディス・ミレイユ）
- アサシン クリード ユニティ（ナポレオン・ボナパルト）
- いざ、出陣!恋戦 第二幕〜甲斐編〜（佐々木小次郎）
- いざ、出陣!恋戦 第二幕〜越後編〜（佐々木小次郎）
- Enkeltbillet（クリス・アルバート）
- コール オブ デューティ アドバンスド・ウォーフェア（ジャック・ミッチェル）
- サシノミ〜ご褒美はオフィスのカレと〜（長谷部洋斗）
- 真・三國無双7 Empires（賈充）
- スカイ・ロア（ドレイク、情熱的なダンディズム）
- DRAMAtical Murder re:code（紅雀）
- ナナイロ☆プロダクション〜どきどきボイスアクター〜（瀬戸煌将(）
- BAD MEDICINE（志奴要）
- ヒーローバンク2（火計凶介）
- マフィアモーレ☆（イコナ）
- ルームシェア素顔のカレ（清田創一）

2015年
- グランブルーファンタジー（2015年 - 2024年、カッツェリーラ、リュウ、ピーサード）
- 黒い砂漠（ジョルダイン）
- 5人の恋のプリンス〜ヒミツの契約結婚〜（品川）
- 新テニスの王子様 Go to the top!（菊丸英二）
- SWEET CLOWN 〜午前三時のオカシな道化師〜（古橋旺一郎）
- スカーレッドライダーゼクス Rev.（錫木・カズキ）
- 大乱闘スマッシュブラザーズ for Nintendo 3DS / Wii U（リュウ） - DLC追加キャラクター
- ダンジョンストライカー（ラッセル）
- ドラゴンボールヒーローズ（2015年 - 2017年、ミラ） - 3作品
- ドラゴンボール ゼノバース / ドラゴンボール ゼノバース2（2015年 - 2016年、ミラ） - 2作品
- PROJECT X ZONE 2:BRAVE NEW WORLD（リュウ）
- 遊☆戯☆王 アーク・ファイブ TAG FORCE SPECIAL（城之内克也）
- 夢王国と眠れる100人の王子様（ネペンテス、ラス）

2016年
- 茜さすセカイでキミと詠う（オロチ）
- あんさんぶるスターズ！（2016年 - 2020年、斎宮宗）
- エンドライド-X fragments-（デメトリオ）
- ザ・キング・オブ・ファイターズ シリーズ（2016年 - 2022年、ククリ） - 2作品
- 数乱digit（伍代朋江）
- STORM LOVER 2nd V（四谷陽斗）
- スーパーロボット大戦OG ムーン・デュエラーズ（ヒューゴ・メディオ）
- 7'scarlet（月読カグラ）
- ドラゴンボールフュージョンズ（ミラ）
- 遊☆戯☆王デュエルモンスターズ 最強カードバトル！（城之内克也）
- 遊戯王 デュエルリンクス（城之内克也）
- リゾートへようこそ 〜総支配人は恋をする〜（ハル・タニグチ）
- ロードス島戦記オンライン（アシュラム）
- ワンド オブ フォーチュンR（ビラール・アサド・イスナーン・ファランバルド）

2017年
- アイドリッシュセブン（月雲了）
- 蒼き革命のヴァルキュリア（イザーク・ベアグリーン）
- ヴァルキリーコネクト（リュウ、殺意の波動に目覚めたリュウ）
- ガールフレンド（仮）（2017年 - 2020年、悪熱血男、悪成金）
- 白猫プロジェクト（シン）
- 仁王（伊達政宗） - DLC追加キャラクター
- ネオ アンジェリーク 天使の涙（レイン）

2018年
- 夢間集（幽穀箜篌）
- ファイナルファンタジーXIV（2018年 - 2019年、ソル・ゾス・ガルヴァス、アシエン・エメトセルク）
- HUNTER×HUNTER グリードアドベンチャー（パリストン）
- 大乱闘スマッシュブラザーズ SPECIAL（リュウ）
- おしりたんてい（キシュウ・ケンタ先生）
- メギド72（2018年 - 2023年、メフィスト）

2019年
- 金色のガッシュベル!! Golden Memories（パルコ・フォルゴレ）
- スーパードラゴンボールヒーローズ ワールドミッション（ミラ）
- 魔法使いの約束（ミスラ）

2020年
- ドラゴンボールZ カカロット（ミラ）
- あんさんぶるスターズ!! Basic / Music（2020年 - 2023年、斎宮宗） - 2作品
- サンクタス戦記-GYEE-（ホウ、スゥ、イェン・シューチー）
- The_Last_of_Us_Part_II（トミー）

2021年
- うみねこのなく頃に咲 〜猫箱と夢想の交響曲〜（ウィラード・H・ライト）
- Re:ゼロから始める異世界生活 偽りの王選候補（ウォルフ）
- 原神（アビスの使徒〈激流〉）
- 北斗の拳 LEGENDS ReVIVE（リュウ）
- SCARLET NEXUS（セト・ナルカミ）
- ONE PIECE トレジャークルーズ（クイーン）
- ロックマンX DiVE（リュウ）
- 共闘ことばRPG コトダマン（パルコ・フォルゴレ）

2022年
- 実況パワフルプロ野球（城之内克也）
- 東京放課後サモナーズ（ブギーマン、パズズ）
- 夢職人と忘れじの黒い妖精（アルマ）
- THE KING OF FIGHTERS ALLSTAR（リュウ）
- 穢翼のユースティア（ルキウス・ディス・ミレイユ）
- 刀剣乱舞-ONLINE-（2022年 - 2023年、笹貫）
- ゼノブレイド3（シドウ）

2023年
- ライザのアトリエ3 〜終わりの錬金術士と秘密の鍵〜（サヴェリオ・グランテ）
- イケメンヴィラン 闇夜にひらく悪の恋（ヴィクトル）
- テミラーナ国の強運姫と悲運騎士団（ベネティーアステラ）
- 機動戦士ガンダム U.C. ENGAGE（シャリア・ブル）
- ドラゴンクエストモンスターズ3 魔族の王子とエルフの旅（呪僧ナルバラム）

2024年
- 金色のガッシュベル!! 永遠の絆の仲間たち（パルコ・フォルゴレ）
- クイズRPG 魔法使いと黒猫のウィズ（リュウ）
- ライドカメンズ（浄 / 仮面ライダー浄）
- ファミコン探偵倶楽部 笑み男
- Wizardry Variants Daphne
- ゼンレスゾーンゼロ（ライト）

### 吹き替え

#### 担当俳優
イーサン・ルアン
- シチリアの恋（2017年、ティアンボー）
- 王朝の陰謀 闇の四天王と黄金のドラゴン（2019年、ユエンツォー大師）
- ナイト・オブ・シャドー 魔法拳（2020年、イエン・チュイシャ / ツァイチェン）

イ・ミンホ
- 花より男子〜Boys Over Flowers（2009年、ク・ジョンピョ）
- 個人の趣向（2012年、チョン・チノ）※韓流セレクト版
- シティーハンター in Seoul（2012年、イ・ユンソン）
- シンイ-信義-（2013年、チェ・ヨン）
- 相続者たち（2014年、キム・タン）
- 江南ブルース（2016年、キム・ジョンデ）
- 青い海の伝説（2017年、ホ・ジュンジェ）
- バウンティ・ハンターズ（2018年、イ・サン）

キム・レウォン
- マイ・リトル・ブライド（2006年、サンミン）
- Mr.ソクラテス（2007年、ク・ドンヒョク）
- 食客（2009年、イ・ソンチャン）
- 仁寺洞スキャンダル 〜神の手を持つ男〜（2010年、イ・ガンジュン）
- パンチ〜余命6ヶ月の奇跡（2016年、パク・ジョンファン）
- ドクターズ〜恋する気持ち〜（2017年、ホン・ジホン）

ジェイク・ジレンホール
- プリンス・オブ・ペルシャ/時間の砂（2010年、ダスタン王子）
- マイ・ブラザー（2011年、トミー・ケイヒル）
- ミッション: 8ミニッツ（2012年、コルター・スティーヴンス）
- 複製された男（2014年、アダム / アンソニー）
- プリズナーズ（2014年、ロキ刑事）※ソフト版
- サウスポー（2016年、ビリー・“ザ・グレート”・ホープ）
- ナイトクローラー（2016年、ルイス・ブルーム）
- オクジャ/okja（2017年、ジョニー・ウィルコックス博士）
- 雨の日は会えない、晴れた日は君を想う（2017年、デイヴィス・ミッチェル）
- ボストン ストロング 〜ダメな僕だから英雄になれた〜（2018年、ジェフ・ボウマン）
- ベルベット・バズソー: 血塗られたギャラリー（2019年、モーフ・ヴァンデウォルト）
- マーベル・シネマティック・ユニバース（2019年 - 2022年、クエンティン・ベック / ミステリオ）
  - スパイダーマン:ファー・フロム・ホーム
  - スパイダーマン:ノー・ウェイ・ホーム ※アーカイブ映像

- アンビュランス（2022年、ダニー・シャープ）
- ロードハウス/孤独の街（2024年、ダルトン）

ショーン・ユー
- あすなろ白書（2006年、オウヤン・グアジュー）
- ベルベット・レイン（2006年、イック）
- ドラゴン・スクワッド（2007年、ロク）
- ファイアー・レスキュー（2015年、チウ）

ジョシュ・デュアメル
- ラモーナのおきて（2011年、ホバート・ケンプ）
- セイフ ヘイヴン（2014年、アレックス・ウィートリー）
- パムの秘密-ある主婦の知られざる顔-（2023年、ジョエル）

ダニー・ピノ
- コールドケース 迷宮事件簿（2005年 - 2011年、スコッティ・ヴァレンズ）
- CSI:ニューヨーク／シーズン3 #22（2008年、スコッティ・ヴァレンズ）
- 2ROOMS（2009年、テリー）

ポール・ウォーカー
- ワイルド・スピードシリーズ（2009年 - 2024年、ブライアン・オコナー）
  - ワイルド・スピード ※ザ・シネマ版
  - ワイルド・スピード MAX ※劇場公開版
  - ワイルド・スピード MEGA MAX ※劇場公開版
  - ワイルド・スピード EURO MISSION
  - ワイルド・スピード SKY MISSION
  - ワイルド・スピード/ファイヤーブースト ※アーカイブ映像

- 逃走車（2013年、マイケル・ウッズ）

マット・ボマー
- ホワイトカラー（2011年 - 2015年、ニール・キャフリー）
- glee/グリー／シーズン3 #15（2012年、クーパー・アンダーソン）
- スペース・ステーション76（2015年、テッド）
- アメリカン・ホラー・ストーリー: ホテル（2016年、ドノヴァン）
- Titans/タイタンズ（2018年、ラリー・トレイナー / ネガティブマン）
- The Sinner -隠された理由-:ジェイミー（2021年、ジェイミー・バーンズ）
- ドゥーム・パトロール（2021年、ラリー・トレイナー / ネガティブマン）
- マエストロ: その音楽と愛と（2023年、デヴィッド・オッペンハイム）

ユン・サンヒョン
- お嬢さまをお願い!（2011年、ソ・ドンチャン）※韓流セレクト版
- 負けたくない!（2012年、ヨン・ヒョンウ）
- 君の声が聞こえる（2014年、チャ・グァヌ）

#### 映画
2000年
- ザ・ハッカー（ツトム・シモムラ〈ラッセル・ウォン〉）

2001年
- DEATH CUBE（ケイド〈ダーレン・チョー〉 / コズ〈ラウロ・チャートランド〉）
- 私が愛したギャングスター（トム・ルーニー〈ゲイリー・ライドン〉）

2003年
- アイス・プラネット（ジャック・カーノ〈ジェームズ・オシェア〉）
- ハルク（10代のブルース・バナー〈マイク・アーウィン〉）

2004年
- 敗者復活戦（ミンギュ〈チャン・ドンゴン〉）

2005年
- ギャング・オブ・ニューヨーク（アムステルダム〈レオナルド・ディカプリオ〉）※日本テレビ版
- サバンナ スピリット 〜ライオンたちの物語〜（エディ）
- ソードフィッシュ ※日本テレビ版
- トップガン（マーベリック〈トム・クルーズ〉）※日本テレビ版

2006年
- ブラッドレイン（セバスチャン〈マシュー・デイビス〉）
- 僕と未来とブエノスアイレス（ミッテルマン〈ディエゴ・コロル〉）
- レーシング・ストライプス（プライド）※日本テレビ版

2007年
- アポカリプト（ジャガー・パウ〈ルディ・ヤングブラッド〉）
- EMPIRE -エンパイア-（オクタヴィアヌス〈サンティアゴ・カブレラ〉）
- かちこみ!ドラゴン・タイガー・ゲート（タイガー・ウォン〈ニコラス・ツェー〉）
- カンバセーションズ（昔の男〈エリック・アイデム〉）
- グリズリー・レイジ（ウェス〈タイラー・ホークリン〉）
- レニー・ハーリン コベナント 幻魔降臨（ポーグ〈テイラー・キッチュ〉）

2008年
- スリザー（ビル・パーディ〈ネイサン・フィリオン〉）
- 中国の植物学者の娘たち（チェン・タン〈ワン・ウェイグワン〉）
- バットマン ビギンズ（ブルース・ウェイン / バットマン〈クリスチャン・ベール〉）※フジテレビ版
- ロケットマン!（ウェン閣下〈プティポン・シーワット〉）

2009年
- お買いもの中毒な私!（ルーク・ブランドン〈ヒュー・ダンシー〉）
- 俺たちの街（チェシン刑事〈イ・ソンギュン〉）
- ジェット!!（チャンス〈リック・ユーン〉）
- ヒドラ（ノーラン〈ジョージ・スタルツ〉）

2010年
- 愛とセックスとセレブリティ（ニッキ〈アシュトン・カッチャー〉）
- ダレン・シャン（エブラ・フォン〈パトリック・フュジット〉）
- TSUNAMI -ツナミ-（ヒョンシク〈イ・ミンギ〉）

2011年
- サンザシの樹の下で（スン〈ショーン・ドウ〉）
- パイレーツ・オブ・カリビアン/生命の泉（フィリップ・スウィフト〈サム・クラフリン〉）
- ラスト・ソルジャー（衛の将軍〈ワン・リーホン〉）

2012年
- 1911（林覚民〈フー・ゴー〉）
- 逃走迷路（バリー〈ロバート・カミングス〉）※BD版
- ホーボー・ウィズ・ショットガン（スリック〈グレゴリー・スミス〉）
- ロード・オブ・クエスト ドラゴンとユニコーンの剣（ファビアス〈ジェームズ・フランコ〉）

2013年
- クラウド アトラス（ジェームズ・ダーシー）
- ライジング・ドラゴン（デビッド〈リアオ・ファン〉）

2014年
- ウィズネイルと僕（ウィズネイル〈リチャード・E・グラント〉）
- X-MEN:フューチャー&パスト（ウィリアム・ストライカー〈ジョシュ・ヘルマン〉）
- 妖魔伝 レザレクション（天狼巫師〈クリス・フィリップス〉）

2015年
- エベレスト 3D（アンディ・ハリス“ハロルド”〈マーティン・ヘンダーソン〉）
- オールウェイズ（テッド・ベイカー〈ブラッド・ジョンソン〉）※BD版
- ジャージー・ボーイズ（トミー・デヴィート〈ヴィンセント・ピアッツァ〉）
- 地下に潜む怪人（ジョージ〈ベン・フェルドマン〉）
- マンイーター（ピート〈マイケル・ヴァルタン〉）※テレビ東京版

2016年
- X-MEN:アポカリプス（ウィリアム・ストライカー〈ジョシュ・ヘルマン〉）
- 西遊記 孫悟空 vs 白骨夫人（雲海西国の王〈クリス・フィリップス〉）
- トランスポーター イグニション（フランク・マーティン〈エド・スクライン〉）
- 白鯨との闘い（マシュー・ジョイ〈キリアン・マーフィー〉）
- ピートと秘密の友達（ジャック〈ウェス・ベントリー〉）
- ロンドン・ヒート（ジョージ・カーター〈ベン・ドリュー〉）※テレビ東京版

2017年
- コールド マウンテン（インマン〈ジュード・ロウ〉）※Netflix版
- ゾディアック 覚醒（ミック・ブランソン〈シェーン・ウェスト〉）
- ハードコア（エイカン〈ダニーラ・コズロフスキー〉）
- 封神伝奇 バトル・オブ・ゴッド（楊戩〈ホァン・シャオミン〉）
- マンチェスター・バイ・ザ・シー（リー・チャンドラー〈ケイシー・アフレック〉）
- レイルロード・タイガー（ファン・チュアン〈ワン・カイ〉）

2018年
- アメリカン・ミュージック・ジャーニー（アロー・ブラック）
- スクランブル（アンドリュー・フォスター〈スコット・イーストウッド〉）
- TAU/タウ（アレックス〈エド・スクライン〉）
- レイチェル（フィリップ〈サム・クラフリン〉）

2019年
- 大脱出2（シュー〈ホアン・シャオミン〉）

2020年
- ブラッドショット（ジミー・ダルトン〈サム・ヒューアン〉）

2021年
- シンデレラ（ロバート王子〈ニコラス・ガリツィン〉）

2022年
- レイジング・ファイア（ンゴウ〈ニコラス・ツェー〉）
- ジェイソン・ボーン（バウマン〈スティーブン・クンケン〉）※BSテレ東版
- アムステルダム（バート・ベレンゼン〈クリスチャン・ベール〉）
- オペレーション・フォーチュン（ダニー・フランチェスコ〈ジョシュ・ハートネット〉）

2024年
- ブラインド -光の射す方へ-（フィル・ロバートソン〈アーロン・フォン・アンドリアン、マシュー・エリック・ホワイト〉）

#### ドラマ
2004年
- 裸足の青春（ハン・ヨソク〈ペ・ヨンジュン〉）

2005年
- エーゲ海の恋（ル・アンジー〈アレック・スー〉）

2008年
- 4400 未知からの生還者／シーズン4（ペック）

2009年
- KAMEN RIDER DRAGON KNIGHT（リッチー・プレストン / 仮面ライダーインサイザー〈トニー・モーラス〉）
- 五星大飯店〜Five Star Hotel〜（アーポン〈リー・タイ〉）

2011年
- ユーリカ 〜事件です!カーター保安官〜／シーズン1（ジャック・カーター〈コリン・ファーガソン〉）
- ユーリカ 〜事件です!カーター保安官〜／シーズン2（ジャック・カーター〈コリン・ファーガソン〉）
- 私の期限は49日（ハン・ガン〈チョ・ヒョンジェ〉）

2012年
- iCarly #81（ケイレブ〈ジム・パーソンズ〉）
- 1年に12人の男（ヒョヌ〈キム・ダヒョン〉）
- ユーリカ 〜事件です!カーター保安官〜／シーズン3（ジャック・カーター〈コリン・ファーガソン〉）
- ユーリカ 〜事件です!カーター保安官〜／シーズン4（ジャック・カーター〈コリン・ファーガソン〉）

2013年
- ストライクバック:極秘ミッション／シーズン1（マイケル・ストーンブリッジ〈フィリップ・ウィンチェスター〉）
- 続ハリーズ・ロー 裏通り法律事務所 #12（ジミー・コーマック〈フィン・ウィットロック〉）
- ユーリカ 〜事件です!カーター保安官〜／シーズン5（ジャック・カーター〈コリン・ファーガソン〉）

2014年
- ストライクバック:極秘ミッション／シーズン2（マイケル・ストーンブリッジ〈フィリップ・ウィンチェスター〉）
- THE FLASH/フラッシュ／シーズン1（マーク・マードン / ウェザー・ウィザード〈リアム・マッキンタイア〉）
- 名探偵ポワロ #70（アラートン少佐〈マシュー・マクナルティー〉）
- 蘭陵王（宇文邕〈ダニエル・チャン〉）

2015年
- アウトランダー／シーズン1（ジェイミー・フレイザー〈サム・ヒューアン〉）
- クリミナル・マインド FBI行動分析課／シーズン9 #14（マイケル・ヘイスティング〈ターモー・ペニケット〉）
- ストライクバック:極秘ミッション／シーズン3（マイケル・ストーンブリッジ〈フィリップ・ウィンチェスター〉）
- THE FLASH/フラッシュ／シーズン2（マーク・マードン / ウェザー・ウィザード〈リアム・マッキンタイア〉）

2016年
- アウトランダー／シーズン2（ジェイミー・フレイザー〈サム・ヒューアン〉）
- ザ・プレイヤー〜究極のゲーム〜（アレックス〈フィリップ・ウィンチェスター〉）
- ストライクバック:ラストミッション／シーズン4（マイケル・ストーンブリッジ〈フィリップ・ウィンチェスター〉）
- CHILDHOOD'S END -幼年期の終り-（リッキー・ストルムグレン〈マイク・ヴォーゲル〉）

2018年
- NCIS 〜ネイビー犯罪捜査班 シーズン10（ジョー・ウェストコット大尉〈ブラッド・バイアー〉）

2020年
- コウラン伝 始皇帝の母（高昊陽〈ペイ・ズーティエン〉）

2021年
- ミセス・アメリカ 〜時代に挑んだ女たち〜（フィル・クレーン〈ジェームズ・マースデン〉）

2022年
- 産婦人科医アダムの赤裸々日記（ハリー〈ロリー・フレック・バーン〉）
- WeCrashed 〜スタートアップ狂騒曲〜（アダム・ニューマン〈ジャレッド・レト〉）
- ウェアウルフ・バイ・ナイト（ジャック）

2023年
- THE LAST OF US（トミー〈ガブリエル・ルナ〉）
- DOC2 あすへのカルテ（ダミアーノ・チェスコーニ〈マルコ・ロセッティ〉）

#### アニメ
- ルビー・グルーム（2007年、スカル）
- トランスフォーマー アニメイテッド（2010年、オプティマスプライム[175]）
- テコンV（2010年）
- モンスター・イン・パリ 響け!僕らの歌声（2013年、ラウル）
- ターザン（2014年、ターザン）
- 麻辣女配（2020年、ジェン[176][177]）

### 特撮
- 仮面ライダー×仮面ライダー×仮面ライダー THE MOVIE 超・電王トリロジー EPISODE YELLOW お宝DEエンド・パイレーツ（2010年、イブの声）
- 特命戦隊ゴーバスターズ（2012年、メガゾードロイドの声）

### ラジオ
※はインターネット配信。
- テニスの王子様 オン・ザ・レイディオ（2003年 - 2011年、文化放送）マンスリーパーソナリティー
- 集英学園乙女研究部（2003年 - 2005年、文化放送）
- Radio ZERO-SUM（2003年 - 2005年、文化放送）
- いつでも召喚!サモンナイト4（アニメイトTV※）
- 高田広ゆきラヂヲシティホール（第1期2003年 - 2004年、第2期2006年 - 2007年、ラジオ大阪・ラジオ日本）
- 高田広ゆきケータイシティホール（2004年 - 2009年、声優・V-STATION※）
- BE YOURSELF（2005年 - 2009年、文化放送）
- Hard Heart-beat（2005年 - 2006年、ラジオ大阪・TBSラジオ・アニメイトTV※）
- ヘタリアWEBラジオ 〜ヘタリラ〜（2009年 - 2010年、アニメイトTV※）
- モモっとトーク（2010年 - 2012年、MOTTO!ENTERTAINMENT※）
- どこかで聞いたクラシック（2011年 - 、ラジオ日本）
- ラジオ日本コレクション THE LIVE（2011年 - 、ラジオ日本）
- 新テニスの王子様 オン・ザ・レイディオ（2012年 - 、文化放送）マンスリーパーソナリティ
- けもみみ☆ラヂオ 擬人カレシ〜Dear my student〜（2012年、アニメイトTV※）
- ヘタリアWEBラジオ 〜ヘタリラThe Beautiful World〜（2013年、アニメイトTV※）
- ヘタリアWEBラジオ 〜ヘタリラ The World Twinkle〜（2015年、アニメイトTV※・音泉※・HiBiKi Radio Station※）
- ちゅんたかラジオ 〜抱かれたい男1位と喋っています。〜（2018年、音泉※・アニメイトタイムズ※）[178]

### デジタルコミック
- VOMIC
  - アイスエイジ（不破エイジ）
  - べるぜバブ（大魔王）
  - 放課後の王子様（菊丸英二）
- Manga 2.5 猫絵十兵衛 御伽草紙（西浦弥三郎）
- 死んだら悪役令息で幻のΩなんて冗談じゃない!（2023年、ハル・ロミウッド）[179]
- 銀次と桃田（2024年、桃田優吾）[180]

### CM
- テレビCM
  - 「おこじょ展」、『しあわせソウのオコジョさん』ビデオ&DVD（塚原映日）
  - PS2ソフト『シャドウハーツ』
  - 『テニスの王子様』関係多数（菊丸英二）
  - 『ネオアンジェリークAbyss』後期OPシングル、DVD第1巻、DVDシリーズ（レイン）
- ラジオCM
  - 個人名義シングル
  - 『高田広ゆきラヂヲシティホール』CD
  - 『テニスの王子様』関係多数（菊丸英二）
  - 長渕剛ニューシングル『卒業』

### CD

#### ドラマCD
1995年
- 神秘の世界エルハザード CDスペシャル「陣内の世界エルハザード」
- マクロス7 ドッキングフェスティバル（金龍、スリースターの人々、ツアー客、兵士B、宇宙飛行士B、銀河南極越冬隊、街の声）
- マクロス7 CDシネマ1 Mellow Heart Beat（ビジョン(金龍)の声）
- マクロス7 CDシネマ2 Melodious illusion（黒ずくめC）

1996年
- 新海底軍艦 ―鋼鉄の鼓動 STORY EDITION―

1997年
- マクロス・ジェネレーション 1st HALF（サム）
- マクロス・ジェネレーション 2nd HALF（サム）

1999年
- KANIPAN（ナムル）
- D・N・ANGEL WINK TARGET：SLEEPING BEAUTY（船橋）
- D・N・ANGEL WINK 2nd TARGET：Lovesick（船橋）
- D・N・ANGEL WINK 3rd TARGET：Lovepleasure（船橋）

2000年
- 風まかせ月影蘭 CDシネマ「CDネタにとっといた。」（街道のダニ・1）
- 仙界伝封神演義 外伝 第壱章（皇帝、兵士）
- 天使禁猟区 星幽界編-1 彷徨天使
- 天使禁猟区 星幽界編-2 蒼穹哀歌
- 天使禁猟区 星幽界編-3 疾風未来
- ハンター×ハンター キャラクターINCDシリーズ Vol.1 ゴン
- ハンター×ハンター キャラクターINCDシリーズ Vol.2 キルア
- ハンター×ハンター キャラクターINCDシリーズ Vol.3 ヒソカ
- ハンター×ハンター キャラクターINCDシリーズ Vol.4 クラピカ
- ハンター×ハンター キャラクターINCDシリーズ Vol.5 レオリオ
- HUNTERS IN WONDERLAND No.1 不思議な国の×ハンター
- HUNTERS IN WONDERLAND No.2 眠れる街の×ハンター
- HUNTERS IN WONDERLAND No.3 時を賭ける×ハンター

2001年
- 天使禁猟区 神性界編-1 聖魔輪舞
- ハンター×ハンター キャラクターINCD SPECIAL
- ハンター×ハンター キャラクタードラマCD ゴン=フリークス
- ハンター×ハンター ネクストエピソード シーン1 ゾルディック
- 新世紀GPXサイバーフォーミュラ SAGAII ROUND4 レディ!!（実況アナウンス）
- 新世紀GPXサイバーフォーミュラ SAGAII ROUND5 ジャガーのエンブレム（メンバー）
- 魔法少女猫たると 月光夜宴 ムーンライトパーティ

2002年
- クインテット デビュー
- TAKETORI Vol.1 冬の生
- TAKETORI Vol.2 春の咲
- TAKETORI Vol.3 夏の傷
- TAKETORI Vol.4 秋の翔
- LOVERS featuring 田代美紀

2003年
- 安倍晴明 〈飛天の抄〉
- Vie Durant I（瑛）
- Vie Durant II（瑛）
- ハーレムビートは夜明けまで（如月冬真）
- ファンタスティックフォーチュン2 〜Marine Style〜
- BLUE BLACK BLUES

2004年
- Vie Durant III（瑛）
- Vie Durant BASILISK（瑛）
- オリジナルドラマCD Vie Durant 2004年アニメイト冬のAVまつり
- エターナルガーディアン 〜聖戦士伝説〜 序章（ブラッド）
- かりん
- きまぐれストロベリーカフェ ヴァーチャルコミュニケーション&サウンドトラック
- クローバー（時和杳生、和季）
- サボテンの秘密（藤岡京平）
- 少年陰陽師 第二巻 〜闇の呪縛を打ち砕け〜
- 少年陰陽師 第三巻 〜鏡の檻をつき破れ〜
- スクールランブル：塚本天満
- スクールランブル：塚本八雲
- スクールランブル：周防美琴
- スクールランブル：沢近愛理
- 月は東に日は西に ―Operation Sanctuary― groovin' white vacation vol.1
- 月は東に日は西に ―Operation Sanctuary― groovin' white vacation vol.2
- 月は東に日は西に DRAMA CD from TV Animation Vol.2
- ハーレムビートは夜明けまで2
- BUS GAMER（斉藤一雄）
- ファンタスティックフォーチュン2 〜Aoi Romance〜
- ファンタスティックフォーチュン2 〜Aqua Balance〜
- 紅色HERO（熊谷祐信）
- ようこそパプワ島へ!（リキッド）
- Yo-Jin-Bo 隠れ銀山に血煙が舞う（村雨心ノ介）

2005年
- イース -ナピシュテムの匣- スペシャルサウンドCD（ガッシュ、オード）※限定版BOX、および初回生産版に同梱
- Vie Durant IV（瑛）
- Vie Durant V（瑛）
- 鏡のお城のミミ（エリック）（'05〜'06）
- 少年陰陽師 シリーズ（六合）
  - 風音編1巻「禍つ鎖を解き放て」
  - 風音編2巻「六花に抱かれて眠れ」
  - 風音編3巻「黄泉に誘う風を追え」
  - 風音編4巻「焔の刃を研ぎ澄ませ」

- ファイブシリーズ（岩淵拓依）（'05〜'07）

2006年
- 異界繁盛記ひよこや商店 第二巻（三笠）
- CROSS CHORD -天使たちの砦-（ヒロ）
- 少年陰陽師 シリーズ（六合）
  - サウンドトラック＆ドラマCD第1巻
  - 番外編ドラマCD「うつつの夢に鎮めの歌を」
  - 天狐編1巻「真紅の空を翔けあがれ」

- スクールランブル シリーズ（播磨拳児）（'06〜'07）
- ネオ アンジェリーク シリーズ（レイン）（'06〜'09）
- ランドリオール（カイル）

2007年
- Aiデスガン 〜空に跳ねるアラルガンドの雨音〜（タイタ）
- いつでも召喚! サモンナイト4（グラッド）
- キラメキ☆銀河町商店街（BAR一番星のマスター）

2008年
- 家庭教師ヒットマンREBORN! シリーズ（スペルビ・スクアーロ）
  - vsヴァリアー編 DVD4巻 （初回限定版）『ヴァリアーの影』
  - vsヴァリアー編 DVD5巻 （初回限定版）『跳ね馬と鮫』
  - vsヴァリアー編 DVD8巻 （初回限定版）『ラジオ並盛・ただいまONAIR中!?』

- ヘタリアシリーズ（日本）（'08〜'09）
- 少年陰陽師 シリーズ（六合）
  - 晴明の孫とその相棒、滅多に見られない風景（六合&細蟹の親仁〈さきがにのおやじ〉）※全サCD
  - 十二刻（六合&細蟹の親仁〈さきがにのおやじ〉）※DVD全巻購入特典CD

- 妖玄坂不動さん 〜その瞳にうつるもの〜（赤頭幸）

2009年
- Vie Durant*undo〜trio（瑛）
- EREMENTAR GERAD The original（クランクハイド）
- 少年陰陽師 シリーズ（六合）
  - 天狐編2巻「光の導を指し示せ」
  - 天狐編3巻「冥夜の帳を切り開け」

- 女神異聞録デビルサバイバー（遊び人風の男）
- Rio Sound Hustle! -Mint盛-（エルビス）※ドラマパートに出演
- レンタル執事 Drama CD vol.1（ウィリアム・ロレンス）
- ワンド オブ フォーチュン ドラマCD 〜呪われた予告状〜（ビラール・アサド・イスナーン・ファランバルド）

2010年
- Vie Durant*undo〜ensemble Drama Album Vol.2 優しい雨（瑛）
- Vie Durant*undo〜caprice Drama Album Vol.3 僕を呼ぶ声（瑛）
- すももラジオ〜モモっとトーーク内ドラマ
  - ラブプレゼンター（優一）

- 天下一★戦国LOVERS -越後の花-（直江兼続）
- 天下統一恋の乱 第弐幕〜華麗なる家臣たち（霧隠才蔵）
- ヘタリア×羊でおやすみシリーズ Vol.4（日本）
- 星は歌う（宮古奏）
- 妄想エステ（千堂フミヤ）
- 「理系男子。」〜ぼくらの修学旅行 in 京都〜（輝金太郎）

2011年
- 穢翼のユースティア（ルキウス・ディス・ミレイユ）
- いざ出陣!恋戦 ドラマCD 〜月下美人がみる夢は〜（佐々木小次郎）
- 王子はただいま出稼ぎ中（イル）
- 家庭教師ヒットマンREBORN! シリーズ（スペルビ・スクアーロ）
  - 未来編［X］DVD X-Future BOX 「Battle[X]Ver.VARIA〜闇の10分間〜」※特典ディスク

- Scared Rider Xechs シリーズ（錫木・カズキ）
  - リュウキュウ・インシデンツ
  - サマー・モーション333

- Starry☆Sky〜After Autumn〜（瀬名亜門）
- すももラジオ〜モモっとトーーク内ドラマ
  - 恋ノ旅人〈ラブトラベラー〉（安倍良明）
  - 愛すべき探偵の裏事件簿（斎藤由高）

- 「理系男子。」〜ぼくらの文化祭〜（輝金太郎）
- ワンド オブ フォーチュン シリーズ（ビラール・アサド・イスナーン・ファランバルド）
  - ワンド オブ フォーチュン ドラマCD 〜ちいさなまほうのものがたり〜
  - ワンド オブ フォーチュン ドラマCD 〜ルルのいない朝〜
  - ワンド オブ フォーチュン2 〜時空に沈む黙示録〜 ドラマCD「巡り会えた奇跡」

2012年
- いざ出陣!恋戦 〜赤い椿白い椿と〜 （佐々木小次郎）
- エンリコ・イソリギ WAO! AMUSEMENT PARK 第2弾「戦隊モノはじめました編」（シマシマ）
- エンリコ・イリソギ WAO! AMUSEMENT PARK 第3弾「愛の激情編」
- エンリコ・イリソギ WAO! AMUSEMENT PARK 第4弾「バンドやろうぜ！編」
- 神様はじめました ドラマCD 神と神使の契約（乙比古）
- キューティクル探偵因幡（浜田庵）
- Scared Rider Xechsシリーズ（錫木・カズキ）
  - I+FDポータブル特典ドラマCD 〜6人のロミオ達とジュリエット（ときどきカニ）〜
  - I+FDポータブル店舗特典ドラマCD 〜ターゲットはカズキ〜
  - I+FDポータブル店舗特典ドラマCD 〜禁断のレゾナンス。ヨウスケ美魔女モード〜

- 蜜談（水野蓮）
- ルイの魔裁判1＆2（ハイメル）
- ワンド オブ フォーチュン2 〜時空に沈む黙示録〜 ドラマCD「歓迎!ミルス・クレア病院」（整形外科医ビラール）

2013年
- Vie Durant*undo〜passacalle Drama Album Vol.4 見えない月（瑛）
- 「機動戦士ガンダムSEED DESTINY HDリマスター Blu-ray BOX 2」封入特典ドラマCD「OMAKE quarters」Vol.2（アーサー・トライン）
- STORM LOVER 2nd 〜臨海学校、その夜〜（四谷陽斗）
- STORM LOVER 2nd 〜ナンバーワン執事を決めろ〜（四谷陽斗）
- Story of 365 days〜floriography chapter.CLUB（クラブのキング）
- SEVENTH HEAVEN vol.2（ヒナタ）
- みやびうた 〜雅恋歌〜 紫陽花の恋（橘道貞）
- ワンド オブ フォーチュン2 FD 〜君に捧げるエピローグ〜 ドラマCD「7つの時空でパパといっしょ!」（ビラール・アサド・イスナーン・ファランバルド）

2014年
- BAD MEDICINE INFECTIOUS TEACHERS（志奴要）
- Landreaall 25巻 限定版特別付録ドラマCD 騎士にくちづけ（カイル）

2015年
- 幼馴染のカレとの脱出―序章―（圭介）
- Scared Rider XechS ドラマCD 「GREAT LAG TIME SHOW」（錫木カズキ）

2016年
- CHiRAL CAFEへようこそ2（紅雀）
- ボンバーマンジェッターズ『第53話 帰ってきたジェッターズ』（マイティ）
- ワンドオブフォーチュンR ドラマCD 〜サバイバルドリーム〜（ビラール・アサド・イスナーン・ファランバルド）

#### BLCD
2002年
- 電光石火BOYS（斎紫呉）
- 内科医のメランコリー（斉藤一馬）
- ワイルド・ロック（ユウリ）

2003年
- 裏刀神記（月年）
- 絆 -KIZUNA- 4（橘樹・天蔚）
- 黒の騎士（ユージ）
- 紳士は甘く略奪する（海棠将之）
- Dear.ジェントルパパ（三崎京太郎）
- プラス20cmの距離（西崎一）
- 僕のものになりなさい3 イケるとこまでイこうよ（月岡真吾）
  - 僕のものになりなさい4 きっと純愛というのは…

- まほデミー週番日誌 魔法学園（2003年 - 2005年、流れ星一番野郎☆）
  - まほデミー週番日誌3〜魔法学園・夢幻パレス
  - まほデミー週番日誌4〜魔法学園・誘惑レッスン
  - まほデミー週番日誌5〜魔法学園・大運動会前夜祭
  - まほデミー週番日誌6〜魔法学園・流星ワルツ
  - まほデミー週番日誌7〜魔法学園・迷宮ロマンス
  - まほデミー週番日誌8〜魔法学園・禁断ポエム

- わりとよくある男子校的恋愛事情（大河内俊也）

2004年
- 愛される貴族の花嫁（滋野井奏）
- VOICE －ヴォイス－（植月翠）
- 美しき獣たち。（藤堂瑛）
- 彼は無慈悲な夜の帝王（2004年 - 2005年、諏訪北斗）
  - 彼は無慈悲な夜の帝王 番外編 おさる★ばけーしょん
  - 彼は無慈悲な夜の帝王 番外編 ほーりーないと★ぎゃらくてぃか

- 可愛いひと（皆川晴彦）
- パール4 きまぐれなパール（田村高彦）
- コイ茶のお作法（2004年 - 2005年、徳丸円）
  - コイ茶のお作法2

- 恋のためらい愛の罪（中島奈津彦）
- シャルル＆ハルキシリーズ1 パパラチアン・パラダイス（シン）
- ヒ・ミ・ツの家庭教師（小椋）
- 暴君のカジョーな愛情（久世巧一）
- 法律事務所に恋が咲く（小早川国重）
- 僕の声 -金のがちょう編-（上智渉）
- 魔王シリーズ（2004年 - 2007年、義牙）
  - ずっとあなただけ
  - ウソつきの聖約
  - ワガママな福音

- 身勝手な狩人（岩崎開）
- LOVE SEEKER（2004年 - 2006年、谷慶一郎）
  - LOVE SEEKER2
  - LOVE SEEKER3

- LOVE MODE 5（鹿島由紀彦）
- レンアイ・アラカルト!（高城有里）

2005年
- ウワサの二人（青山誠一）
- 私立翔瑛学園男子高等部 倉科先生の受難（秋山光希）
- ビッグガンを持つ男〜朝な夕なに乱されて〜（2005年 - 2006年、風祭礼）
  - ビッグガンを持つ男〜薔薇の鎖で縛めて〜

- 欲望のベクトル（槇将吾）

2006年
- 合鍵（氷桜里志）
- オレ様には敵わない!（工藤大地）
- KYOUHAN 〜共犯〜（2006年 - 2008年、北川慎一）
  - KYOUHAN 〜共犯〜 2 真夜中の純情

- ダイヤモンドに口づけを（斎木朝人）
- ラブ プリズム（折田行雄）

2007年
- きみが恋に溺れる（2007年 - 2010年、陣内和史）
  - きみが恋に溺れる valentineバージョン
  - きみが恋に溺れる2
  - きみが恋に溺れる3

- 傲慢で一途な欲望（鷹栖聆一）
  - 傲慢で残酷な純情

- 極道的純愛（鍛冶重喜）
- DARLING（2007年 - 2009年、三浦朋美）
  - DARLING ミニドラマCD LOVE LOVE afternoon
  - DARLING2
  - DARLING2 ミニドラマCD 修学旅行 観光編
  - DARLING3 スペシャルミニドラマCD

- 鎮守神楽（伊勢修司）
- 不器用なサイレント（2007年 - 2009年、田宮啓吾）
  - 不器用なサイレント2

- ラブネコ（浅倉）
- 恋愛DAYS〜ひとつ屋根の下〜（志名准輔）

2008年
- 牛泥棒（原）
- 追われる夜の獣（桜田高広）
- くされ縁の法則 激震のタービュランス 〜くされ縁の法則4〜（中澤）
- SEX PISTOLS 4（マクシミリアン・シーモア）
- その唇をひらけ（柏木）
- ハート・ストリングス（早坂凛）
- Punch↑（2008年 - 2011年、和久井久嗣）
  - Punch↑2
  - Punch↑3
  - Punch↑4

2009年
- アーサーズ・ガーディアン 黒版（グレッグ・メイヤー）
  - アーサーズ・ガーディアン 赤版

- 愛かもしれない -山田ユギバンブーセレクションCD2-（佐倉）
- 傷だらけの愛羅武勇（神田恭太郎）
- 元気あげたいっっ!〜Be☆Yell〜（芹沢海渡）
- 捨て猫の家（セス）
- 3シェイク（佐野雅仁）

2010年
- アオゾラのキモチ -ススメ-（栢野志宏）
- アクマのひみつ（ラウル）
- 恋の呪文（榎本秀一）
- 執事★ゲーム（紫苑）
- 征服者の恋（塚原新也）
- 不機嫌シリーズ（2011年 - 2013年、羽室謙也）
  - 不機嫌で甘い爪痕
  - 不条理で甘い囁き
  - 不謹慎で甘い残像

- みちづれポリシー（平野）
- WORK in 限定版ミニドラマCD付（高瀬）

2011年
- 1円の男（三条啓介）
- ブーランジェの恋人（浅尾宗規）

2012年
- オレンジのココロ -トマレ-（栢野志宏）
- 微熱の果実〜バタフライ・スカイ〜（セルゲイ）

2013年
- 茅島氏の優雅な生活 上（2013年 - 2014年、庭師の彼）
  - 茅島氏の優雅な生活 下

- 初恋のあとさき（安東）
- ラブカフェモカ（藤）

2014年
- DRAMAtical Murder DramaCD vol.1 紅雀×蒼葉（2014年 - 2015年、紅雀）
  - DRAMAtical Murder DramaCD vol.5 蓮×蒼葉

2015年
- 好きなひとほど（稲田）
- 抱かれたい男1位に脅されています。（2015年 - 2024年、西條高人）
  - 抱かれたい男1位に脅されています。2
  - 抱かれたい男1位に脅されています。3
  - 抱かれたい男1位に脅されています。0章
  - 抱かれたい男1位に脅されています。4
  - 抱かれたい男1位に脅されています。5
  - 抱かれたい男1位に脅されています。6
  - 抱かれたい男1位に脅されています。7
  - 抱かれたい男1位に脅されています。8
  - 抱かれたい男1位に脅されています。9

- 魔彼 MAKARE 〜魔は来たりて彼を堕とす〜第4巻 vier「恋の章」（2015年 - 2018年、神楽木天馬）
  - 魔彼 MAKARE 〜魔は来たりて彼を堕とす〜第5巻 全巻購入特典
  - 魔彼 MAKARE 〜魔は来たりて彼を堕とす〜第4巻 地編
  - 魔彼 MAKARE 〜魔は来たりて彼を堕とす〜第5巻 地編全巻購入特典

2016年
- 愛に血迷え！（ロレンツォ）
- 好きで、好きで（我孫子タケシ）
- 無自覚ラブファクター（西条）
- ROMEO （2016年 - 2019年、ジェイド・バルドー）
  - ROMEO 2

2017年
- インモラル・トライアングルCase.3 オフィス・トライアングル（如月亮介）
- 思い違いが恋の種（御崎洋介）

2018年
- 素人ヤンキー♂危機一発！！（2018年 - 2025年、カイト〈織田海斗〉）
  - 素人ヤンキー♂危機一発！！REPLAY

- 落果（2018年 - 2021年、店長）
  - 蜜果　※蜜果1・2巻同時購入特典

2019年
- ドラッグレス・セックス（無良）
- 星とハリネズミ（山伏秋彦〈春潔の兄〉）

2020年
- ラブミー・ラブマイドッグ（山伏秋彦）
- 魔道祖師 第一期 前編（金子軒）

2021年
- 羽賀くんは噛まれたい（浪川嵐）

2023年
- ハジメテだけどカメラの前で（ケンちゃん）

2024年
- 腐男子召喚 〜異世界で神獣にハメられました〜2（紅羽）

#### ラジオ、トーク、朗読CD
- AZUのラジオ
  - 『2007年3月はアセッ!』（ゲスト出演&3月度エンディングテーマ担当：焼き団子ブルース）
- いつでも召喚! サモンナイト4
  - DJ+ドラマCD1&2
- 集英学園乙女研究部
  - 「ラジオCD集英学園乙女研究部」
- 少年陰陽師
  - 「彼方に放つ声をきけ〜略して孫ラジ」第3巻
  - 「彼方に消えた声もきけ〜略してウラ孫」DVD風音編1巻&3巻の付録特典CD
- すもももももも 地上最強のヨメ
  - 「すももラジオ」バトルロワイヤル銀鱈の乱〜地上最強のヨメ騒動勃発!!
- Radio ZERO-SUM
  - TALK PACK 1[いち]（ゲスト：岩田光央、関俊彦、吉野裕行、諏訪部順一、長沢美樹、高河ゆん）
  - TALK PACK 2[に]（ゲスト：諏訪部順一、斎賀みつき、関俊彦、峰倉かずや）
  - TALK PACK 3[さん]（ゲスト：石田彰、皆川純子、櫻井孝宏、関智一）
  - TALK PACK 4[よん]（ゲスト：小西克幸、福山潤、朴璐美）
- 高田広ゆきラヂヲシティホール
  - お見合い編
  - 蜜月編
  - お出かけ編
  - 紅葉山公園下より徒歩4分（ゲスト：竹内順子、三橋加奈子、置鮎龍太郎）
  - 中野駅南口より徒歩8分（ゲスト：竹内順子、三橋加奈子、諏訪部順一）
  - 2006高田村から（ゲスト：若本規夫）
  - 2007高田村から
- テニスの王子様 オン・ザ・レイディオ（発売中のもののみ）
  - マンスリースペシャルBOX（'03 4月 - 9月）
  - マンスリースペシャルBOXVol.2（'03 10月 - '04 3月）
  - 2003 MAY（第2週ゲスト出演）
  - 2003 JNNE（第3週ゲスト出演）
  - 2003 AUGUST（マンパ：川本成と）
  - 2003 NOVEMBER（マンパ：浪川大輔と）
  - 2004 JUNE（マンパ：近藤孝行と）
  - 2004 AUGUST（第3週ゲスト）
  - 2005 FEBRUARY（マンパ：喜安浩平と）
  - 2005 MAY（第3週ゲスト）
  - 2005 SEPTEMBER（マンパ：岸尾だいすけと）
  - 2006 JANUARY（第2週ゲスト）
  - 2006 MAY（第2週ゲスト）
  - 2006 JUNE（マンパ：川原慶久と）
- ハンター×ハンターR
  - Vol.1 - Vol.13
  - SP1 - SP4
  - neo./Re:01,Re:03,Re:04
- BE YOURSELF
  - ラジオCD「高橋広樹のBE YOURSELF」SPECIAL（ゲスト：鈴村健一、'06年度アシスタント：ヒューマン☆ファイブ〈第2期〉、'07年度アシスタント：SUN%）
- モモっとトーク シリーズ
  - 遊佐浩二のモモっとトーク・ダイジェストCD13 モモっとトーク・ミルミルCD：ゲスト出演
  - 遊佐浩二＋ゲスト・モモっとトーク・スペシャルCD3新装盤
  - 高橋広樹のモモっとトーークCD 杉山紀彰盤：以下パーソナリティ
  - 高橋広樹のモモっとトーークCD 森川智之盤
  - 高橋広樹のモモっとトーークCD 鈴木達央盤
  - 高橋広樹のモモっとトーークCD 置鮎龍太郎盤
  - 高橋広樹のモモっとトーークCD 鈴村健一盤
  - 高橋広樹のモモっとトーークCD 平川大輔盤
  - 高橋広樹のモモっとトーークCD 阿部敦盤
  - 高橋広樹のモモッとトーークCD 鳥海浩輔盤
  - 高橋広樹のモモッとトーークCD 檜山修之盤
  - 高橋広樹のモモッとトーークCD 近藤隆盤
  - 高橋広樹のモモッとトーークCD 伊藤健太郎盤
  - 高橋広樹のモモッとトーークCD 野島健児盤
  - 高橋広樹のモモッとトーークCD 鈴木千尋盤
  - 高橋広樹のモモッとトーークCD 野島裕史盤
  - 高橋広樹のモモッとトーークCD 柿原徹也盤
  - 高橋広樹のモモッとトーークCD 三宅健太盤
  - 高橋広樹のモモッとトーークCD 石田彰盤
  - 高橋広樹のモモッとトーークCD 下野紘盤
  - 高橋広樹のモモッとトーークCD 緑川光盤
  - 高橋広樹のモモッとトーークCD 楠大典盤
  - 高橋広樹のモモッとトーークCD 吉野裕行盤
  - 高橋広樹のモモッとトーークCD 岸尾だいすけ盤
  - 高橋広樹のモモッとトーークCD 関智一盤
  - 高橋広樹のモモッとトーークCD 矢尾一樹盤
  - 高橋広樹のモモッとトーークCD 阪口大助盤
  - 高橋広樹のモモッとトーークCD 前野智昭盤
  - 高橋広樹のモモッとトーークCD 山口勝平盤
  - 高橋広樹のモモッとトーークCD 松風雅也盤
  - 高橋広樹のモモッとトーークCD 安元洋貴盤
  - 高橋広樹のモモッとトーークCD 近藤孝行盤
  - 高橋広樹のモモッとトーークCD 井上剛盤
  - 高橋広樹のモモッとトーークCD 保村真盤
- CD-ROM 皆川純子のみなラジ Radio Days on the Web1
- CD-ROM 声優ラジオda! よつラジGoGo!!Act.6
- DJCD「ヘタリラ The Beautiful World」Vol.1

#### 朗読
- DEARS
  - DEARS十二星座物語 Apollon Side（朗読 - おとめ座）
  - DEARS十二星座物語外伝〜25の物語〜（朗読 - おとめ座）
  - DEARS戦国武将物語〜豪傑編〜（朗読 - 第六話「島左近物語」）
  - DEARS戦国武将物語外伝〜14の知将&豪傑物語〜（朗読 - 島左近物語外伝「杭瀬川の戦い」）
- honeybee 羊でおやすみシリーズ
  - Vol.14 「みんなで一緒に寝ようよ」（作品初：ひとり2役）
- ふしぎ工房症候群 オリジナル朗読CD EPISODE.12「ありがとう」

### 実写・DVD

#### イベントDVD
- あっとボイスTV まるごとDVD8号・9号
- オトメイトパーティー♪2009、2011 - 2013
- 家庭教師ヒットマンREBORN!
  - ボンゴレ最強のカルネヴァーレ2009〜横浜にヴァリアー現る〜
  - ボンゴレ最強のカルネヴァーレ2010〜白蘭・入江参戦!〜
  - ボンゴレ最強のカルネヴァーレ4 BLUE
  - ボンゴレ究極のカルネヴァーレ!!!!!
  - ボンゴレ最強のカルネヴァーレコレクションDVD ver.ヴァリアー
- 少年陰陽師孫 感謝祭〜風雅に響く詩（うた）を聴け〜
- スカーレッドライダーゼクス

・TANABATA GIG 2012 黄金の織姫たちへ
・NEW DAYS 2016　春のサブミッション
- スクールランブル スクラン祭りだよ、全員集合!!
- TwinkleDate イイ汗かこうぜっ夏！
- テニスの王子様
  - テニスの王子様100曲マラソン
  - テニプリフェスタ2009・2013
  - テニプリフェスタ2011 in 武道館
- ネオロマンスシリーズ
  - ネオロマンス♥アラモード2 - 4
  - ネオロマンス♥フェスタ アンジェ舞踏会（アンジェパーティー）
  - ネオロマンス♥フェスタ9 - 11・13
  - ネオロマンス♥ライブ2008 SUMMER Special Edition
  - ネオロマンス♥フェスタ ネオアンジェリーク大陸祭典（アルカディア・カーニバル）
  - ネオロマンス♥15thSpecialライヴ 〜アンジェリーク&ネオ アンジェリーク〜
  - ネオロマンス♥ライブ2009 SUMMER
  - バラエティDVD ネオアンジェリークSpecial 大陸祭日（アルカディア・ホリディ）
  - ネオロマンス♥15thアニバーサリー
  - ネオロマンス♥スターライト・クリスマス
  - ネオロマンス♥ライブROCKET PUNCH!4
  - ネオロマンス♥10YEARS LOVE
  - ネオロマンス♥ライヴ 2011 Autumn
  - ネオロマンス♥ スターライト・クリスマス2011・2012
  - ネオロマンス♥20th アニバーサリー・イヴ
- ライブビデオ JAPAN 乙女♥Festival、2
- 幕末恋華 花柳剣士伝
  - 恋華の宴・寿
  - 恋華の宴・舞
- BUS GAMER 〜TRICK ME?
- ヘタリア Axis Powers
  - ヘタリアまるかいて感謝祭
  - ヘタリアWorld Series まるかいて大感謝祭
- 人狼バトル lies and the truth 〜人狼VS王子〜
- 人狼バトル lies and the truth 2018 OCTOBER〜人狼VS侍〜

#### 舞台DVD
- スーパーお芝居スクールランブル 〜お猿さんだよ、播磨くん!〜
- 朗読劇電車男
- SAMURAI7：新宿コマ劇場版
- （再演）SAMURAI7：青山劇場版
- シャーマンビジネスマン乱童（RAN-DOH）〜Voice in City〜
- サクラ大戦 巴里花組ライブ2012 〜レビュウ・モン・パリ〜
- サクラ大戦 巴里花組ショウ2014 〜ケセラセラ・パリ〜
- 新感覚音楽朗読劇SUPER SOUND THEATRE  MARS RED
- でも未来には君がいる
- SUPER SOUND THEATRE「Valkyrie 〜Story from RHINE GOLD〜」
- ファンタシースターオンライン2 ON STAGE
- 心霊探偵八雲　祈りの柩
- 新感覚音楽朗読劇SUPER SOUND THEATRE  MARS RED2015
- 叫べども叫べども、この夜の涯て

#### ライブDVD
- Takahashi Hiroki 15th Memorial Tour 『It is time!』

#### DVDドラマ、映画
- CROSS CHORD（ヒロ）
  - CROSS CHORD vo.1 - 3
  - CROSS CHORD 劇場公開版（2006年7月22日から、RelaX AOYAMAにて上映）
  - CROSS CHORD 劇場公開版〜ディレクターズカット〜
    - 関連出版物：森久保祥太郎＋高橋広樹ビジュアルブックThe Heart-beat（森久保との写真集）

#### その他
- 謎の新ユニットSTA☆MEN シリーズ
- 人狼バトル〜人狼VS騎士〜
- 人狼バトル〜人狼VS英雄〜

#### テレビ番組
※はインターネット配信。
- BBstation『ふたりよがり』（BBstation：2008年10月10日生出演、以後隔週放送 → 2009年6月26日終了 / 細井聡司と）

### 舞台
- 小さな炎のファンタジー：1994年10月7日 - 10日
- DOLL：1995年10月13日 - 15日
- 想稿・銀河鉄道の夜：1996年10月10日 - 13日
- わが町：1997年10月10日 - 12日
- 僕の心の天使達'98：1998年11月26日 - 29日
- ミュージカルHUNTER×HUNTER（ヒソカ）：2000年12月・2001年8月再演
- ナイトメア・オブ・ゾルディック（ヒソカ）：2002年8月
- ロック朗読劇『Yo-Jin-Bo・隠れ銀山に血煙が舞う』（村雨心ノ介＝Jin）：2004年7月3日（中野区民ホール）
- 朗読劇電車男（スレ住人・通称自転車男）：2005年3月12日 - 14日（前半）5月9日（後半）
- スーパーお芝居スクールランブル 〜お猿さんだよ、播磨くん!〜（播磨拳児）：2005年7月21日 - 25日（全労済ホールスペース・ゼロ）
- ロック朗読劇『Yo-Jin-Bo・蒼月城の魔剣』（村雨心ノ介＝Jin）：2006年2月4日 - 5日（前進座劇場）
- SAMURAI 7（ゴロベエ）：2008年11月14日 - 24日（新宿コマ劇場）
- シャーマンビジネスマン乱童（RAN-DOH）〜Voice in City〜（弓削仁鏡）：2009年10月30日 - 31日（天王洲　銀河劇場）
- シャーマンビジネスマン乱童（RAN-DOH）〜Voice in City〜（再演）（弓削仁鏡）：2010年1月3日 - 5日（青山劇場）
- マグダラなマリア〜マリアさんは二度くらい死ぬ!〜オリエンタルサンシャイン急行殺人事件〜（天使アンジェラ20日Ver.）：2009年11月20日のみ（サンシャイン劇場）
- SAMURAI 7（再演）（ゴロベエ）：2010年11月20日 - 12月5日（青山劇場）
- SAMURAI 7（再々演）（ゴロベエ）：2012年3月31日 - 4月8日（青山劇場）
- 5（ファイブ）王子とさすらいの花嫁〜ニコニコニーコ・deu（Rockey/（青）ロッキー王子）：2012年9月1日 - 9日（全労済ホールスペース・ゼロ）
- サクラ大戦 巴里花組ライブ2012 〜レビュウ・モン・パリ〜（馬の怪人 フィルブラン）：2012年12月26日 - 29日（青山劇場）
- 劇団岸野組「万お仕事承ります　お仕事の参〜若さのヒケツお捜しします〜」:2013年5月18日 - 2013年5月23日（俳優座劇場）
- SUPER SOUND THEATRE「MARS RED」（中島宗之助中将）：2013年6月22日 - 23日（舞浜アンフィシアター）
- でも未来には君がいる（山田亞斗夢）：2013年8月14日 - 18日（青山円形劇場）
- サクラ大戦 巴里花組ショウ2014 〜ケセラセラ・パリ〜 （馬の怪人 フィルブラン）：2014年2月13日 - 16日（天王洲 銀河劇場）
- SUPER SOUND THEATRE「Valkyrie 〜Story from RHINE GOLD〜」（ソー）：2014年11月1日 - 2日（舞浜アンフィシアター）
- ファンタシースターオンライン2 ON STAGE（田中）：2014年12月4日 - 7日（青山劇場）
- 舞台版　心霊探偵八雲 祈りの柩（桐野光一）：2015年2月11日 - 22日（新国立劇場 小劇場）、2015年2月27日 - 3月1日（大阪ABCホール）
- SUPER SOUND THEATRE「MARS RED」（前田義信中佐）：2015年9月26日 - 27日（舞浜アンフィシアター）
- 叫べども叫べども、この夜の涯て（トカゲ）：2016年2月24日 - 28日（六行会ホール）[185]
- SUPER SOUND THEATRE「VINLAND SAGA〜英雄復活の章〜」（2017年9月30日 - 10月1日、舞浜アンフィシアター） - ヴィリバルド 役
- 朗読劇「Reading Stage『百合と薔薇』※薔薇公演」（2019年6月16日、品川プリンスホテル クラブeX）
- うみねこのなく頃に〜Stage of the golden Witch〜（右代宮蔵臼）:（2022年3月31日 - 4月4日、CBGKシブゲキ!!）
- 舞台「よんでますよ、アザゼルさん。」（2023年2月10日 - 26日、Mixalive TOKYO Theater Mixa）ベルゼブブ 役（Wキャスト）[186]
- 朗読劇『ドリアン・グレイの肖像』
- 江戸川乱歩 名作朗読劇「怪人二十面相－暗黒星－」（2024年3月1日、博品館劇場） [187]
- 朗読劇「若きウェルテルの悩み」（2024年5月1日、TOKYO FM HALL）[188]
- 朗読劇「ニュー・ルネッサンス・イン・パリ」（2024年7月24日、博品館劇場）[189]
- 江戸川乱歩 名作朗読劇「少年探偵団」（2024年9月3日、紀伊國屋サザンシアター TAKASHIMAYA）明智小五郎 役 他[190][191]
- SF空想科学朗読劇「宇宙戦争」(2025年1月10日、I'M A SHOW）[192]
- 音楽朗読劇「仮面の男」〜アレクサンドル・デュマ・ペール「ダルタルニャン物語」より〜（2025年3月5日、博品館劇場） - アトス 役 他[193][194]
- 朗読劇「ネコたん！弐 ぷらす 〜猫町怪異奇譚〜」仮面遊戯殺猫事件（2025年6月21日、あうるすぽっと） - サクタロー 役[195][196]
- VISIONARY READING「三島由紀夫レター教室」（2025年10月12日〈予定〉、紀伊國屋ホール） - 山トビ夫 役[197]
- LOG project 朗読劇「源 -minamoto- 白赤の旗幟」（2025年11月8日・9日〈予定〉、TOKYO FM HALL） - 後白河法皇 役[198][199]

以下、公演日不明
- 卒塔婆小町（国立能楽堂）
- ミステリーツアー 館の殺人」
- 琥珀の夢
- 無垢なもの
- CATARY

### 同人ゲーム
- ハヴァナクシア（2021年、セーファ）

### その他コンテンツ
- トランスフォーマー アニメイテッド玩具PV
  - 部隊司令官オプティマスプライム ライト＆サウンド（音声）
- トランスフォーマー ユナイテッド玩具PV
- 劇場版『遊☆戯☆王』公開直前SP!永遠の好敵手（ライバル）!遊戯と海馬（城之内克也の声）
- COMPLETE SELECTION MODIFICATION DEN-O BELT & K-TAROS（2017年9月、玩具） - イヴ 役
- 日本酒キャラクタープロジェクト『神酒ノ尊-ミキノミコト-』（2020年 - 、越乃寒梅[200][201]）

## ディスコグラフィ

### シングル
|        | 発売日        | タイトル                     | 規格品番   | 規格品番   | オリコン 最高位 | タイアップ                     |
| 初回盤 | 発売日        | タイトル                     | 通常盤     |            | オリコン 最高位 | タイアップ                     |
| ------ | ------------- | ---------------------------- | ---------- | ---------- | --------------- | ------------------------------ |
| 1st    | 2003年9月3日  | 心を信じて                   | -          | NECM-12050 | -               |                                |
| 2nd    | 2004年9月8日  | 今日もまた太陽は容赦なく輝く | -          | NECM-12079 | -               |                                |
| 3rd    | 2005年4月13日 | BE YOURSELF                  | -          | NECM-12093 | -               | ラジオ『BE YOURSELF』 OPテーマ |
| 4th    | 2005年9月7日  | まだ見ぬ先へ                 | -          | NECM-12099 | -               | ラジオ『BE YOURSELF』 EDテーマ |
| 5th    | 2007年8月8日  | ダイヤモンドの勇気           | -          | NECM-12150 | -               |                                |
| 6th    | 2013年9月4日  | BLESSINGS                    | NECM-13025 | NECM-10200 | 165位           |                                |

### アルバム

#### オリジナルアルバム
|     | 発売日         | タイトル         | 規格品番   | オリコン最高位 |
| --- | -------------- | ---------------- | ---------- | -------------- |
| 1st | 2004年11月26日 | ありのままの日々 | NECA-30123 | -              |
| 2nd | 2012年9月7日   | JOURNEY          | NECA-30285 | 195位          |

#### ベストアルバム
|        | 発売日         | タイトル                                        | 規格品番      | 規格品番   |
| 初回盤 | 発売日         | タイトル                                        | 通常盤        |            |
| ------ | -------------- | ----------------------------------------------- | ------------- | ---------- |
| キャラ | 2013年7月31日  | 伽羅にて候                                      | NECA-30297    | NECA-30301 |
| 1st    | 2013年12月25日 | HIROKI TAKAHASHI 2003-2007 SINGLES いつかの風景 | NEZA-90008〜9 | NECA-30304 |

### キャラクターソング
| 発売日   | 商品名                                                                                 | 歌 | 楽曲 | 備考                                                                              |
| 2000年   | 2000年                                                                                 | 2000年 | 2000年 | 2000年                                                                            |
| -------- | -------------------------------------------------------------------------------------- | --- | --- | --------------------------------------------------------------------------------- |
| 6月21日  | HUNTER×HUNTER キャラクターIN CDシリーズ Vol.3「ヒソカ」                                | ヒソカ（高橋広樹）、ミト（木村亜希子） | 「ゆれて神田川」 | テレビアニメ『HUNTER×HUNTER』関連曲                                               |
| 2001年   |                                                                                        | | |                                                                                   |
| 2月21日  | ミュージカル「HUNTER×HUNTER」 ヴォーカルソングコレクション                             | ヒソカ（高橋広樹） | 「大きなリンゴの木の下で」 | テレビアニメ『HUNTER×HUNTER』関連曲                                               |
| 6月21日  | おジャ魔女BAN2 CDくらぶ その3 おジャ魔女ミュージカル ヴォーカル                        | タキオン（高橋広樹）、フライト（高橋直純） | 「おまえにRock You!」 | テレビアニメ『おジャ魔女どれみ』関連曲                                            |
| 9月5日   | デジモンテイマーズ ソングカーニバル                                                    | ベルゼブモン（高橋広樹） | 「Black intruder」 | テレビアニメ『デジモンテイマーズ』関連曲                                          |
| 11月7日  | デジモンテイマーズ クリスマスイリュージョン                                            | インプモン（高橋広樹） | 「クリスマス・アローン」 | テレビアニメ『デジモンテイマーズ』関連曲                                          |
| 2004年   |                                                                                        | | |                                                                                   |
| 6月18日  | 月の裏側 〜Double Reaction〜/Julia                                                     | 但馬功祐（高橋広樹） | 「Julia」 | ゲーム『Double Reaction』挿入歌                                                   |
| 8月25日  | 日本アニメーションの世界主題歌・挿入歌大全集 第3集〜SF・ファンタジー編〜               | ひこぼし（高橋広樹） | 「ひこぼしの歌」 | テレビアニメ『さくらももこ劇場 コジコジ』関連曲                                   |
| 9月24日  | Drama Album Vie Durant III                                                             | 瑛（高橋広樹） | 「Do You Wanna Dance」 | アニメ『Vie Durant』関連曲                                                        |
| 2005年   |                                                                                        | | |                                                                                   |
| 5月18日  | グローランサーIV オリジナル・キャラクターソング・アルバム                              | アルフォンス&クリストファー（高橋広樹） | 「Everlasting Glory」 | ゲーム『グローランサーIV』関連曲                                                  |
| 5月18日  | グローランサーIV オリジナル・キャラクターソング・アルバム                              | イライザ（浅野真澄）、ユニ（かかずゆみ）、レミィ（金田朋子）、レオナ（釘宮理恵）、ヴァレリー（櫻井孝宏）、シルヴァネール（園崎美恵）、クレヴァニール（高橋直純）、アルフォンス&クリストファー（高橋広樹）、ピティ（豊口めぐみ）                                        | 「SAILING」 | ゲーム『グローランサーIV』関連曲                                                  |
| 5月25日  | スクールランブル：播磨拳児                                                             | 播磨拳児（高橋広樹） | 「銀河沿線'05」 | テレビアニメ『スクールランブル』関連曲                                            |
| 12月28日 | スクールランブル Super Twin Album 〜School Tea Cha！〜                                 | 播磨拳児（高橋広樹） | 「俺様の名は播磨拳児」 「アイ・ロベ・ヨウ」 | テレビアニメ『スクールランブル』関連曲                                            |
| 12月28日 | スクールランブル Super Twin Album 〜School Tea Cha！〜                                 | 播磨拳児（高橋広樹）、烏丸大路（北浦実千枝） | 「ボスフォラス」 | テレビアニメ『スクールランブル』関連曲                                            |
| 12月28日 | スクールランブル Super Twin Album 〜School Tea Cha！〜                                 | 塚本天満（小清水亜美）&播磨拳児（高橋広樹） | 「す、す、すきです」 | テレビアニメ『スクールランブル』関連曲                                            |
| 2006年   |                                                                                        | | |                                                                                   |
| 3月24日  | スクールランブル Super Twin Album〜School After〜                                      | 播磨拳児（高橋広樹） | 「君へ〜風にのせて〜」 | テレビアニメ『スクールランブル』関連曲                                            |
| 5月25日  | そしてこの宇宙にきらめく君の詩 VOCAL & SOUND TRACK 〜STARRY WORLD〜                    | ライオス（高橋広樹） | 「Somewhere」 | ゲーム『そしてこの宇宙にきらめく君の詩』関連曲                                    |
| 8月30日  | RAY THE ANIMATION SOUND TRACK Vol.2                                                    | 篠山利明（高橋広樹） | 「HONESTY」 | テレビアニメ『RAY THE ANIMATION』関連曲                                           |
| 10月30日 | スクラン祭りだよ、全員集合!!                                                           | 播磨拳児（高橋広樹） | 「チャンス☆だぜ!」 | テレビアニメ『スクールランブル』関連曲                                            |
| 2007年   |                                                                                        | | |                                                                                   |
| 5月25日  | 「少年陰陽師」キャラクターソング 「風雅に響く詩を聴け」 冬                             | 青龍（森川智之）、六合（高橋広樹） | 「森羅の泉」 | テレビアニメ『少年陰陽師』関連曲                                                  |
| 6月27日  | すもももももも〜史上最強のヨメ〜キャラクターソングCD Vol.3                             | 九頭竜もも子（鹿野優以）、中慈馬早苗（平野綾）、巳屋本いろは（宮崎羽衣）、犬塚孝士（高橋広樹） | 「Big Smile Days◎」 | テレビアニメ「すもももももも〜地上最強のヨメ〜」関連曲                            |
| 7月6日   | 「少年陰陽師」キャラクターソング 花鳥風月 〜残月〜                                     | 六合（高橋広樹） | 「散華」 | テレビアニメ『少年陰陽師』関連曲                                                  |
| 11月14日 | 幕末恋華・花柳剣士伝キャラクターソング〜其ノ弐〜                                       | 富山八兵衛（高橋広樹） | 「東西南北」 | ゲーム『幕末恋華・花柳剣士伝』関連曲                                              |
| 2008年   |                                                                                        | | |                                                                                   |
| 4月23日  | TVアニメーション『BUS GAMER』サウンドファイル                                          | TEAM「AAA」』（鈴村健一、諏訪部順一、高橋広樹） | 「NO NAME」 「Train」 | テレビアニメ『BUS GAMER』 OP&ED テーマ                                            |
| 9月25日  | 「BUS GAMER」ボーカルファイル                                                          | 斉藤一雄（高橋広樹） | 「Stage」 | テレビアニメ『BUS GAMER』関連曲                                                   |
| 9月25日  | 「BUS GAMER」ボーカルファイル                                                          | TEAM「AAA」 | 「Real」 | テレビアニメ『BUS GAMER』関連曲                                                   |
| 12月17日 | 家庭教師ヒットマンREBORN! キャラクターソングアルバム::THE VARIA SONGS                  | S・スクアーロ（高橋広樹） | 「鎮魂歌（レクイエム）の雨」 | テレビアニメ『家庭教師ヒットマンREBORN!』                                         |
| 2009年   |                                                                                        | | |                                                                                   |
| 4月24日  | 断罪のマリア キャラクターソングアルバム gran jubilee vol.1〜魂の拍動編〜               | 宗像市竜（高橋広樹） | 「魂の剣」 | ゲーム『断罪のマリア』関連曲                                                      |
| 11月18日 | ちばうた                                                                               | 木更津亮（高橋広樹） | 「空色の海」 | テレビアニメ『テニスの王子様』関連曲                                              |
| 11月18日 | ちばうた                                                                               | 六角中 | 「ワッショイ!」 | テレビアニメ『テニスの王子様』関連曲                                              |
| 2010年   |                                                                                        | | |                                                                                   |
| 6月23日  | 運命のカデンツァ/鮮烈なるshade way                                                     | HONEYBUZZARD VI | 「運命のカデンツァ」 「鮮烈なるshade way」 | ゲーム『Lucian Bee's EVIL VIOLET』OP/EDテーマ                                     |
| 7月21日  | ワンド オブ フォーチュン キャラクターソングミニアルバム                                | ビラール・アサド・イスナーン・ファランバルド（高橋広樹） | 「OASIS」 | ゲーム『ワンド オブ フォーチュン』関連曲                                          |
| 8月18日  | 家庭教師ヒットマンREBORN! キャラクターアルバム SONG "BLUE" 〜rivale〜                  | S・スクアーロ（高橋広樹） | 「BREAK OUT」 | テレビアニメ『家庭教師ヒットマンREBORN!』関連曲                                   |
| 9月15日  | 1 2 3 4 5 Ready Go!Go!                                                                 | 脱帽 | 「1 2 3 4 5 Ready Go!Go!」 | テレビアニメ『テニスの王子様』関連曲                                              |
| 12月1日  | 暗闇の果てで君を待つ オリジナルサウンドトラック                                        | 葵水央（高橋広樹） | 「断罪の月」 | ゲーム『暗闇の果てで君を待つ』オープニングテーマ                                  |
| 2011年   |                                                                                        | | |                                                                                   |
| 9月7日   | 家庭教師ヒットマンREBORN! 公式キャラソン大全集・究極CD匣（ボックス）                   | S・スクアーロ（高橋広樹）、ベルフェゴール（藤原祐規）、ルッスーリア（湯澤幸一郎） | 「Funny Sunny Day」 | テレビアニメ『家庭教師ヒットマンREBORN!』関連曲                                   |
| 9月23日  | いざ、出陣！恋戦 イメージアルバム                                                      | 佐々木小次郎（高橋広樹） | 「恋戦 〜華の舞〜」 | ゲーム『いざ出陣！恋戦』関連曲                                                    |
| 9月28日  | Scared Rider Xechs DRAMATIC CHARACTER CD 『紅の哀絶叫』                                | 錫木カズキ（高橋広樹） | 「紅の哀絶叫」 | ゲーム『Scared Rider Xechs』関連曲                                                |
| 12月22日 | 理系男子。 勉強になる!? キャラクターソング 第3弾                                       | 輝金太郎（高橋広樹） | 「銀と金の系統樹」 | 『理系男子。』関連曲                                                              |
| 12月28日 | SRXドリームコラボレーションCD vol.1「Roaring to the moon」                             | カズキ（高橋広樹）、リッケンバッカー（岡本信彦） | 「Roaring to the moon」 | ゲーム『Scared Rider Xechs』関連曲                                                |
| 2013年   |                                                                                        | | |                                                                                   |
| 3月27日  | 真・三國無双７ キャラクターソング集IV 〜晋〜                                           | 賈充（高橋広樹） | 「Heart of Steel」 | ゲーム『真・三國無双7』関連曲                                                     |
| 5月29日  | SEVENTH HEAVEN Vol.2 ヒナタ                                                            | ヒナタ（高橋広樹） | 「二律背反的鎮魂歌(Ambivalent Requiem)」 | BLCD『SEVENTH HEAVEN』関連曲                                                      |
| 8月28日  | サクラ大戦 レビュウ イン シャノワール                                                  | シゾー（高木渉）、フィルブラン（高橋広樹）、レーヌ（野中藍） | 「孤独と軽蔑と黒い熱情」 | 『サクラ大戦 巴里花組』関連曲                                                     |
| 8月28日  | サクラ大戦 レビュウ イン シャノワール                                                  | エリカ・ フォンティーヌ（日髙のり子）、フィルブラン（高橋広樹）、レーヌ （野中藍） | 「黄昏のストレンジャー」 | 『サクラ大戦 巴里花組』関連曲                                                     |
| 12月25日 | デジモンミュージック100タイトル記念作品 We Love DiGiMONMUSIC                           | 松田啓人（津村まこと）、ギルモン（野沢雅子）、李健良（山口眞弓）、テリアモン（多田葵）、塩田博和（玉木有紀子）、ガードロモン（梁田清之）、北川健太（青山桐子）、マリンエンジェモン（岩村愛）、秋山遼（金丸淳一）、サイバードラモン（世田壱恵）、インプモン（高橋広樹） | 「The Biggest Dreamer」 | TVアニメ『デジモンテイマーズ』関連曲                                              |
| 2014年   |                                                                                        | | |                                                                                   |
| 7月23日  | Rejet Sound Collection「Beautiful World」                                              | 志奴要（高橋広樹）、葛葉翔（高橋直純） | 「禁断(SECRET)ZONE」 「Dejavu」 | ゲーム『BAD MEDICINE』関連曲                                                      |
| 8月13日  | SRX THE BEST 青盤                                                                      | 駒江クリストフ・ヨウスケ（鈴木達央）、霧澤タクト（宮野真守）、津賀ユゥジ（近藤隆）、鞍馬ヒロ（下野紘）、錫木カズキ（高橋広樹）、無月ヒジリ（KENN） | 「Dan-Gun-XechS（メインスタンス）」 | ゲーム『Scared Rider Xechs』関連曲                                                |
| 8月13日  | SRX THE BEST 青盤                                                                      | 錫木カズキ（高橋広樹）、無月ヒジリ（KENN） | 「JIRI-JIRI★HIJIRI-KUN」 | ゲーム『Scared Rider Xechs』関連曲                                                |
| 2015年   |                                                                                        | | |                                                                                   |
| 2月18日  | 神様はじめました◎キャラクターソング03〜つかまえて欲しいわ!神々の戯れ〜                 | 神様'S（森久保祥太郎、高橋広樹） | 「恋のまにまに!!」 | TVアニメ『神様はじめました』関連曲                                                |
| 2月18日  | 神様はじめました◎キャラクターソング03〜つかまえて欲しいわ!神々の戯れ〜                 | 乙比古（高橋広樹） | 「Awesome!」 | TVアニメ『神様はじめました』関連曲                                                |
| 2016年   |                                                                                        | | |                                                                                   |
| 2月24日  | STORM LOVERS V/2nd V 主題歌CD「STORM LOVER」                                           | Kotaro（日野聡）、Haruto（高橋広樹）、Kazuhisa（下野紘）、Riku（小野友樹）、Shina（岡本信彦） | 「∞(無限)KISSES」 | ゲーム『STORM LOVER 2nd』関連曲                                                   |
| 9月28日  | Scared Rider Xechs CHARACTER CD 〜LOVELESS BLUE DISC〜「彷徨えるヒステリックラヴァー」 | カズキ（高橋広樹）、ヒジリ（KENN） | 「彷徨えるヒステリックラヴァー」 | ゲーム『Scared Rider Xechs』関連曲                                                |
| 12月21日 | あんさんぶるスターズ！ ユニットソングCD 2nd Vol.07 Valkyrie                            | Valkyrie | 「魅惑劇」 | ゲーム『あんさんぶるスターズ！』関連曲                                            |
| 12月21日 | あんさんぶるスターズ！ ユニットソングCD 2nd Vol.07 Valkyrie                            | Valkyrie | 「砂上ノ楼閣」 | ゲーム『あんさんぶるスターズ！』関連曲                                            |
| 2017年   |                                                                                        | | |                                                                                   |
| 9月6日   | あんさんぶるスターズ！ ユニットソングCD 3rd Vol.04 Valkyrie                            | Valkyrie | 「礼賛歌」 「Last Lament」 | ゲーム『あんさんぶるスターズ！』関連曲                                            |
| 2018年   |                                                                                        | | |                                                                                   |
| 9月26日  | Noble Bullet 04 ドイツ統一戦争グループ                                                 | タバティエール（高橋広樹） | 「哀愁モナムール」 | ゲーム『千銃士』関連曲                                                            |
| 10月24日 | あんさんぶるスターズ！アルバムシリーズ Switch                                          | 五奇人 | 「Eccentric Party Night!!」 | ゲーム『あんさんぶるスターズ！』関連曲                                            |
| 11月28日 | あんさんぶるスターズ！アルバムシリーズ Valkyrie                                        | Valkyrie | 「Mémoire Antique」 「宵月の館にて」 | ゲーム『あんさんぶるスターズ！』関連曲                                            |
| 11月28日 | あんさんぶるスターズ！アルバムシリーズ Valkyrie                                        | Valkyrie | 「聖少年遊戯」 | ゲーム『あんさんぶるスターズ！』関連曲                                            |
| 11月28日 | あんさんぶるスターズ！アルバムシリーズ Valkyrie                                        | 斎宮宗（高橋広樹） | 「Cloth Waltz」 | ゲーム『あんさんぶるスターズ！』関連曲                                            |
| 12月26日 | 抱かれたい男1位に脅されています。 BD・DVD第2巻特典CD                                   | 東谷准太（小野友樹）、西條高人（高橋広樹） | 「ちゅんたか！」 | テレビアニメ『抱かれたい男1位に脅されています。』エンディングテーマ               |
| 2019年   |                                                                                        | | |                                                                                   |
| 1月30日  | 抱かれたい男1位に脅されています。 BD・DVD第3巻特典CD                                   | 西條高人（高橋広樹） | 「センターを取り戻す！ 〜地下室の執念〜」 | テレビアニメ『抱かれたい男1位に脅されています。』関連曲                           |
| 8月14日  | Stars' Ensemble!                                                                       | 夢ノ咲ドリームスターズ | 「Stars' Ensemble!」 | テレビアニメ『あんさんぶるスターズ！』オープニングテーマ                          |
| 12月25日 | あんさんぶるスターズ！ EDテーマ集 VOL.05                                               | Valkyrie | 「凱旋歌」 | テレビアニメ『あんさんぶるスターズ！』エンディングテーマ                          |
| 12月25日 | メギド72 -songs-                                                                       | メフィスト（高橋広樹）、インキュバス（鈴木裕斗）、カスピエル（朝霧友陽） | 「俺らイケメン」 | ゲーム『メギド72』関連曲                                                          |
| 2020年   |                                                                                        | | |                                                                                   |
| 7月24日  | 春夏秋冬、宵の宴                                                                       | 越乃寒梅（高橋広樹）、玉乃光（新井良平）、澤乃井（松風雅也）、金亀（竹本英史）、れいざん（阿座上洋平）、出羽桜（三浦祥朗）、國稀（高城元気）、獺祭（猪股慧士） | 「春夏秋冬、宵の宴」 | 『神酒ノ尊-ミキノミコト-』テーマソング                                            |
| 8月26日  | BRAND NEW STARS!!                                                                      | ESオールスターズ | 「BRAND NEW STARS!!」 | ゲーム『あんさんぶるスターズ!!』主題歌                                            |
| 8月26日  | BRAND NEW STARS!!                                                                      | ESオールスターズ | 「Walk with your smile」 | ゲーム『あんさんぶるスターズ!!』関連曲                                            |
| 11月25日 | あんさんぶるスターズ!! ESアイドルソング season1 Valkyrie                               | Valkyrie | 「Eternal Weaving」 「BRAND NEW STARS!!」 | ゲーム『あんさんぶるスターズ!!』関連曲                                            |
| 2021年   |                                                                                        | | |                                                                                   |
| 6月23日  | FUSIONIC STARS!!                                                                       | ESオールスターズ | 「FUSIONIC STARS!!」 | ゲーム『あんさんぶるスターズ!!』関連曲                                            |
| 6月23日  | FUSIONIC STARS!!                                                                       | フラタニティ | 「エンドレスヴィーデ」 | ゲーム『あんさんぶるスターズ!!』関連曲                                            |
| 6月30日  | ヘタリア World★Stars キャラクターソング&ドラマ Vol.1                                   | 日本（高橋広樹） | 「心づくしの季節便り」 | Webアニメ『ヘタリア World★Stars』関連曲                                           |
| 9月9日   | あんさんぶるスターズ!! FUSION UNIT SERIES 03 ALKALOID ✕ Valkyrie                       | ALKALOID、Valkyrie | 「Artistic Partisan」 | ゲーム『あんさんぶるスターズ!!』関連曲                                            |
| 9月9日   | あんさんぶるスターズ!! FUSION UNIT SERIES 03 ALKALOID ✕ Valkyrie                       | Valkyrie | 「FUSIONIC STARS!!」 | ゲーム『あんさんぶるスターズ!!』関連曲                                            |
| 2022年   |                                                                                        | | |                                                                                   |
| 12月21日 | ポプテピピック ALL TIME BEST 3                                                         | ポプ子（大須賀純）、ピピ美（高橋広樹） | 「脊髄ぶっこ抜き音頭（女性ver.）」 | テレビアニメ『ポプテピピック TVアニメーション作品第二シリーズ』挿入歌             |
| 12月21日 | ポプテピピック ALL TIME BEST 3                                                         | ポプ子（大須賀純）、ピピ美（高橋広樹） | 「仲良ピース（女性ver.）」 「仲良ピース（超予算勇者★グレートバリバリピピック MIX）」 「仲良ピース（Dance Rock MIX）」 「仲良ピース（Sweet Pop MIX）」 「仲良ピース（葛飾出身 MIX）」 「仲良ピース（B-side MIX）」 | テレビアニメ『ポプテピピック TVアニメーション作品第二シリーズ』エンディングテーマ |
| 2024年   |                                                                                        | | |                                                                                   |
| 6月26日  | Stars' Ensemble!                                                                       | 夢ノ咲ドリームスターズ | 「Stars' Ensemble!」 | ゲーム『あんさんぶるスターズ!!』関連曲                                            |
| 6月26日  | BRAND NEW STARS!!                                                                      | ESオールスターズ | 「BRAND NEW STARS!!」 「Walk with your smile」 | ゲーム『あんさんぶるスターズ!!』関連曲                                            |
| 6月26日  | FUSIONIC STARS!!                                                                       | ESオールスターズ | 「FUSIONIC STARS!!」 | ゲーム『あんさんぶるスターズ!!』関連曲                                            |

1. 菊丸英二（テニスの王子様）
  - 翼になって
  - ONE
  - いーじゃん
  - Come Together
  - 太陽のPARADISO
  - 菊ちゃんのソーラン節
  - ジャンプだホイ
  - バレンタイン・キッス
  - 夢の途中
  - タイプはD!（大石秀一郎と）
  - これが青春だ!
  - おめっとサンバ（※キャップと瓶）
  - おめっとサンバ -SAMBA MAX-（キャップと瓶）
  - KEEP ON DREAMING（キャップと瓶）
  - ロック☆54!?〜ロックな人をさがしてみよう〜（キャップと瓶）
  - 石川博之?〜モットーは文武両道〜（キャップと瓶）
  - 飛んで!回って!また来週☆（キャップと瓶）
  - サンキュー!!（キャップと瓶）
  - 毎日がHappy New Year（キャップと瓶）
  - Party Time（キャップと瓶）
  - DEPARTURES（青酢+キャップと瓶）
  - Gather（青と瓶と缶）
  - We Love SEIGAKU-ありがとうを込めて-（SEIGAKU NIME PLAYERS）
  - 青春学園中等部校歌（青春学園生徒）
  - 青いジダイ（SEIGAKU Special Vocal Unit）
  - Brave heart（※テじゃ俺300）
  - テニプリ Fantastic Bazarのテーマ（テじゃ俺300）
  - TENNIVERSARY（テじゃ俺300）
  - Tricolore（青学オールスターズ）
  - Party Time（テニプリオールスターズ）
  - アルバム/Hello!
    - フィーリングメーカー
    - 翼になって〜ACOUSTIC〜
    - Happy goody（大石秀一郎と）
    - Fellows
    - my lover
    - 愛がいっぱい
    - DA・DA・DA（DA・DA・DA・DA MIX）（向日岳人と）
    - い〜じゃん（気持ちEじゃん VERSION）
    - Groovy Night
    - 7月の雨〜is this love?〜
    - 僕が僕でありますように
    - タカラモノ

  - アルバム/菊丸英二が歌う童謡名曲集〜ファミリーで楽しもう
    - かえるの合唱
    - 犬のおまわりさん
    - おもちゃのチャチャチャ
    - クラリネットをこわしちゃった
    - 靴が鳴る
    - いとまきのうた
    - 汽車ぽっぽ
    - ねこふんじゃった（カルピンと）
    - ずいずいずっころばし
    - 七つの子
    - アイアイ（大石秀一郎、加藤カチローと）
    - 森のくまさん（大石秀一郎と）
    - ともだち賛歌
    - かごめかごめ
    - 一年生になったら

  - 他キャラCDのゲストとして
    - ENDLESS DREAM（宍戸亮・大石秀一郎と）
    - キボウの詩（手塚国光・乾貞治と）
    - Just Good Friends〜3年6組学級新聞「友達紹介」より〜（不二周助と）
    - 飛んで!回って!また来週☆〜リョーマがいっぱい〜（越前リョーマと）
    - 森のくまさん（大石秀一郎と）※大石童謡アルバムバージョン
    - 北風小僧の寒太郎（大石秀一郎と）※大石童謡アルバムバージョン
    - 一月一日（大石秀一郎、河村隆と）
    - テニプリっていいな（原作者+ゲスト多数）
    - 黄金ペアと早口言葉(九鬼貴一と)

  - ゲーム関連曲（※未CD化）
    - Yes!Yes!Yes!（SEIGAKU NIME PLAYERS）
    - Happy Song
    - Honey!
    - 二人の居酒屋〜デュエット仕様〜
    - SORA高し〜デュエット仕様〜
2. タクト（クインテット）
  - Break Through The City
3. 高田広ゆき（甲斐田ゆきとのユニット）
  - 愛の万華鏡 ※特典CD
  - ボンデステニー（ウザイ兄妹）※特典CD
4. 日本（ヘタリアAxis Powers）
  - 恐れ入ります、すみません
  - 日のいずる国 ジパング
  - 夢旅路
  - あなたに今日も微笑みを
  - 初夏の香り
  - まるかいて地球（日本Ver.）
  - はたふってパレード（日本Ver.）
  - まわる地球ロンド（日本Ver.）
  - ジャパニーズ☆ジェット
  - WA!輪!!ワールド音頭（ワールド8）
  - サンタが町にやってくる（枢軸トリオ）
  - 学園☆フェスタ（枢軸トリオ）
  - ぷかぷかばけーしょん（枢軸トリオ）
5. パルコ・フォルゴレ（金色のガッシュベル!!）
  - チチをもげ!
  - チチをもげ!〜モアもげヴァージョン〜
  - チチをもげ!〜ハイパーもげ!ミックス〜
  - チチをもげ!〜音頭でボイーン〜
  - チチをもげ!〜音頭でボイーン〜（みんなで踊ろう！オリジナルバージョン）
  - 00Fのテーマ
  - 無敵フォルゴレ（キャンチョメと）
  - 無敵フォルゴレ（イタリア野郎ヴァージョン）（&キャンチョメ）
  - 無敵フォルゴレ 〜キャンチョメバージョン〜（&キャンチョメ）
  - LOVEファンファーレ
  - う〜ん♥SEXY（モンモン先生・ビッグボインと）
  - ローマン☆パラダイス（大海恵と）
  - 恋のレッスン1・2・3（ビッグボインと）
6. ビラール・アサド・イスナーン・ファランバルド（ワンド オブ フォーチュン）
  - 世界でいちばんアイシテル！（「JAPAN 乙女♥Festival」テーマソングCD※乙女ゲー合同イベにて7作品の代表キャラで）
7. ヒロ（CROSS CHORD）
  - shootin'stars（※Heart-beat）
  - shootin'stars（solo ver.）
  - CONTINUED（※Heart-beat）
  - CONTINUED（solo ver.）
  - CROSS CHORD（※Heart-beat）
  - CROSS CHORD（solo ver.）
  - Thanks for...
  - Believe me
8. 村雨心ノ介（Yo-Jin-Bo）
  - Wolf
  - FURARETEブルース
  - 用心棒のテーマ（※Yo-Jin-Bo）
  - Go Way（※Yo-Jin-Bo）
9. レイン（ネオ アンジェリーク）
  - Crazy Beat
  - 臆病なままのPierrot
  - Endless Spiral
  - RIGHT & BRIGHT
  - Secret Rendezvous
  - Daydream Driving
  - レインと他キャラ、デュエット等
    - SHE'S MY GIRL（ニクスと）
    - Innocent Jewels（エレンフリートと）
    - TREASURE TOMORROW（※初期ゲームキャスト6名）
    - REAL WINNER（エレンフリート、ジェットと）
    - JOY TO THE WORLD（※オーブハンター4）
    - PLATONIC GARDEN（※オーブハンター4）
    - SILENT DESTINY（※オーブハンター4）
    - Eternal Green 〜君という永遠（※オーブハンター4）
    - オーブハンター5のテーマ（オーブハンター4 + アンジェリーク）
    - 軌跡 〜the brilliant days（ネオアンオンリーイベントソング：※メインキャスト10名）
    - Promised Rainbow/初期Ver.&ネオロマ15周年Ver.（※ネオロマイベントソング：4作品から8名の代表キャラで）
    - ネオロマンス音頭（※ネオロマイベントソング：5作品代表キャラで）
    - Eternal Kiss（※ネオロマンス20thイベントソング：4作品代表キャラで）
    - Eternal Kiss〈Happy Halloween Ver.++〉（※ネオロマンスハロウィンパーティー2015イベントソング）

※印のユニット
- オーブハンター4＝高橋広樹（レイン）&大川透（ニクス）&小野坂昌也（ジェイド）&小野大輔（ヒュウガ）
- ネオアン初期メンバー＝オーブハンター4&平川大輔（ベルナール）&山口勝平（ルネ）
- ネオアンメインキャスト＝初期メンバー&入野自由（エレンフリート）&中村悠一（ジェット）&楠大典（マティアス）&木村良平（ロシュ）
- ネオロマ4作品代表＝
  - 初期バージョン（会場限定）： 堀内賢雄（オスカー）&浪川大輔（ユーイ）&井上和彦（風早）&関智一（サザキ）&谷山紀章（月森）&伊藤健太郎（土浦）&高橋広樹（レイン）&入野自由（エレンフリート）
  - 15周年バージョン：堀内賢雄（オスカー）&杉田智和（フランシス）&井上和彦（風早）&置鮎龍太郎（ナーサティヤ）&谷山紀章（月森）&森田成一（火原）&高橋広樹（レイン）&平川大輔（ベルナール）
  - 20周年記念会場限定バージョン：神奈延年（ランディ）＆置鮎龍太郎（アクラム）＆阿部敦（チナミ）＆高橋広樹（レイン）
- ネオロマ5作品代表＝
  - 会場限定版：堀内賢雄（オスカー）&井上和彦（風早）&伊藤健太郎（土浦）&高橋広樹（レイン）&松風雅也（ロイ）
- 乙女ゲーム7作品代表8名＝
  - 堀内賢雄（アンジェリーク）&井上和彦（遙かなる時空の中で）&伊藤健太郎（金色のコルダ）&岡野浩介（緋色の欠片）&鳥海浩輔（薄桜鬼）&高橋広樹（ワンド オブ フォーチュン）&森久保祥太郎（恋愛番長)&寺島拓篤（恋愛番長）
- Heart-beat＝森久保祥太郎（ショウ）&高橋広樹（ヒロ）
- Yo-Jin-Bo＝森田成一（Yo）&高橋広樹（Jin）&石川英郎（Bo）
- キャップと瓶＝高橋広樹（菊丸）&津田健次郎（乾）&川本成（河村）&小野坂昌也（桃城）&喜安浩平（海堂）
- テじゃ俺300＝甲斐田ゆき（不二）&内藤玲（金色）&浪川大輔（鳳）&檜山修之（ジャッカル）&中村太亮（甲斐）&高橋広樹（菊丸）&喜安浩平（海堂）&諏訪部順一（跡部）&森久保祥太郎（切原）&細谷佳正（白石）

### その他参加作品
| 発売日         | 商品名                                   | 歌                                       | 楽曲                     | 備考                                |
| -------------- | ---------------------------------------- | ---------------------------------------- | ------------------------ | ----------------------------------- |
| 2003年10月24日 | V-station THE BEST                       | Vsixteen                                 | 「FreeHand」             | ラジオ大阪開局45周年記念作品        |
| 2007年6月22日  | ラジオCD「高橋広樹のBE YOURSELF」SPECIAL | 高橋広樹 with ヒューマン☆ファイブ[第2期] | 「負けない瞳」           | ラジオ『BE YOURSELF』EDテーマソング |
| 2007年6月22日  | ラジオCD「高橋広樹のBE YOURSELF」SPECIAL | 高橋広樹 with Sun%                       | 「たまごかけごはんの唄」 | ラジオ『BE YOURSELF』関連曲         |
| 2007年6月27日  | AZUのラジオ『3月はアセッ!』              | 平成ギター兄弟（仮）（高橋広樹&佐藤晃）  | 「焼き団子ブルース」     | ラジオ『AZUのラジオ』EDテーマ       |

## ライブ
- DAYS（2005年5月5日・原宿）
- A DAY IN THE LIFE（2005年10月29日・名古屋）
- DAYS 2006 〜オレら的、イヴ〜（2006年12月24日・渋谷）※ゲスト：近藤孝行
- 平成ギター兄弟（仮）参上（2007年6月16日・江古田）
- A DAY OF THE BRIGHTNESS（2007年9月8日・大阪）
- 平成ギター兄弟（仮）参上 その2（2007年9月29日・江古田）※ゲスト：竹内順子
- ギターママ1stライブ（2008年2月17日・恵比寿）※「まこまっこう」との対バンライブ
- Walkin' on the only road DAYS 2008 〜俺ら的、夏〜（2008年7月27日・芝浦）
- Takahashi Hiroki 15th Memorial Tour 『It is time!』
  - in NAGOYA（2009年5月17日・名古屋）
  - in FUKUOKA（2009年5月24日・福岡）
  - in SAPPORO（2009年5月31日・札幌）
  - in SENDAI（2009年6月21日・仙台）
  - in OSAKA（2009年6月28日・大阪）※飛び入りゲスト：矢尾一樹
- Takahashi Hiroki 15th Special Live Tour in Tokyo 『It is time!』（2009年9月12日・渋谷）※ゲストミュージシャン：牧野信博（ピアノ&キーボード）
  - 『It is time!』第2部トークライブゲスト：堀内賢雄、若本規夫、森田成一、森久保祥太郎、矢尾一樹（出演順）
- Hiroki Takahashi Special Live』（2014年5月11日） 
  - 〜SIDE-CV「伽羅にて候」〜 （昼の部）※ゲスト：甲斐田ゆき
  - 〜SIDE-HT「いつかの風景」〜（夜の部）

　 
※ライブのメンバーは主に次の3通りがあり、1つのライブの中で曲によって変えることもある。
- ソロ（ボーカル&A.ギター）※他にハーモニカ、ウクレレなど
- 平成ギター兄弟（仮）：高橋広樹（ボーカル&A.ギター）、佐藤晃（A.ギター&コーラス）
- バンド：高橋広樹（ボーカル&A.ギター）、佐藤晃（E.ギター）、野間口浩（ベース）、BRITAIN（ドラム）